# Tempel von Abu Simbel

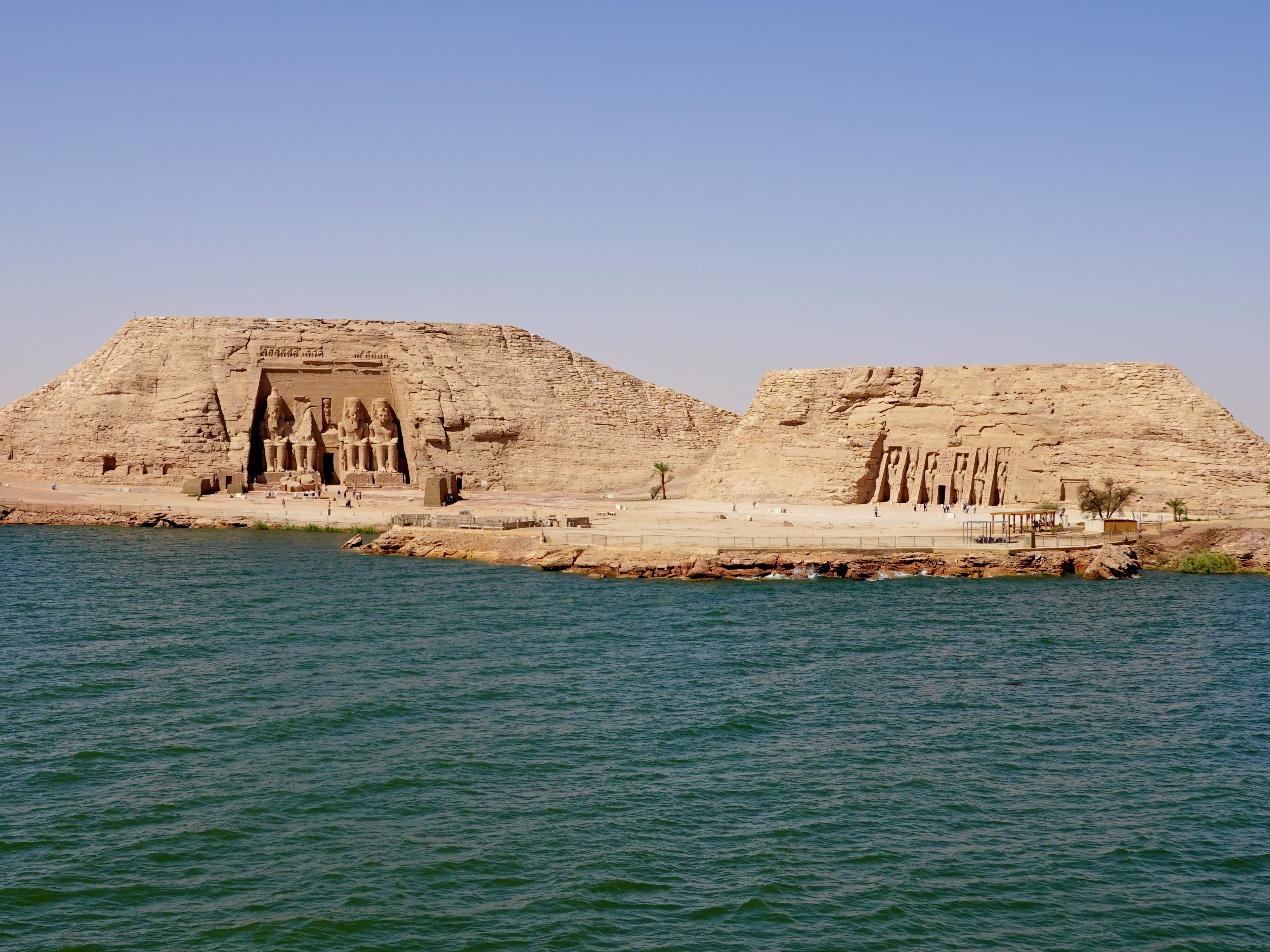
Heutige Standorte beider Tempel

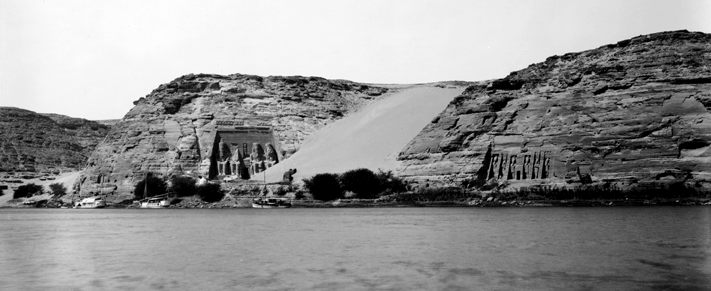
Die beiden Tempel vor der Verlegung (ca. 1905–1907)

Die Tempel von Abu Simbel sind zwei Felsentempel am Westufer des Nassersees. Sie befinden sich im ägyptischen Teil Nubiens am südöstlichen Rand des Ortes Abu Simbel und wurden im 13. Jahrhundert v. Chr. unter König (Pharao) Ramses II. aus der 19. Dynastie des altägyptischen Neuen Reiches errichtet.
Die Felsentempel von Abu Simbel, der große Tempel zum Ruhm Ramses’ II. und der kleine Hathor-Tempel zur Erinnerung an Nefertari, dessen Große königliche Gemahlin, stehen seit 1979 auf der Weltkulturerbeliste der UNESCO. Beide Tempel befinden sich nicht mehr an ihrem ursprünglichen Standort. Um sie vor dem ansteigenden Wasser des Nassersees, des durch den Assuan-Staudamm aufgestauten Stausees des Nil, zu retten, wurden sie in den Jahren 1963 bis 1968 abgetragen und 64 Meter höher auf der Hochebene von Abu Simbel wieder aufgebaut. Dort erheben sie sich heute auf einer Insel im Nassersee, die an der Nordwestseite durch einen befahrbaren Damm mit dem Ort Abu Simbel verbunden ist.
Der Name Abu Simbel ist eine europäische Umstellung des arabischen Abu Sunbul, einer Ableitung vom antiken Ortsnamen Ipsambul. In der Zeit der Könige des Neuen Reiches hatte die Region, in der die Tempel errichtet wurden, vermutlich den Namen Meha. Eine sichere Zuweisung konnte bislang jedoch nicht vorgenommen werden.

## Lage

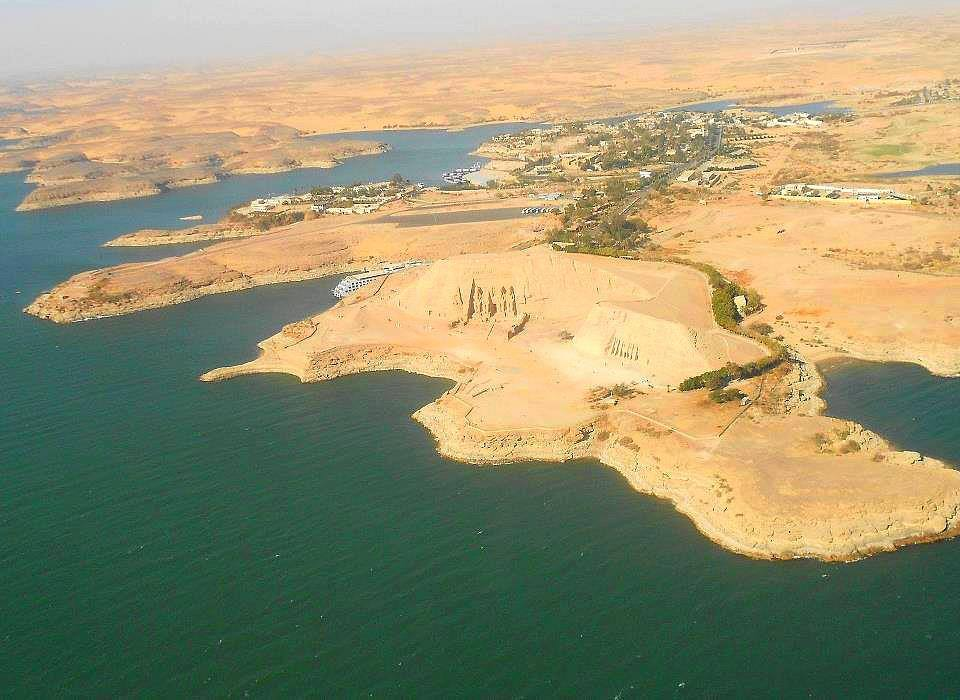
Luftbild der Tempelanlagen (2013)

Abu Simbel liegt im Süden Ägyptens im Gouvernement Aswan (Assuan), unweit der Grenze zum Sudan. Die sudanesische Grenze im Südwesten am sogenannten Wadi Halfa Salient ist nur etwa 20 Kilometer entfernt. Mit der 240 Kilometer nordöstlich gelegenen Gouvernement-Hauptstadt Assuan ist Abu Simbel durch eine Straße verbunden, die westlich des Nassersees durch die Libysche Wüste führt. Sie wird hauptsächlich von Touristenbussen genutzt, die Besucher zu den beiden Tempeln von Abu Simbel bringen. Der Nassersee ist schiffbar, so dass der Tempelbereich auch von der Seeseite aus angelaufen wird. Einige Kreuzfahrtschiffe befahren nur den See oberhalb des Assuan-Staudamms. Durch den Flughafen Abu Simbel ist der Ort auch auf dem Luftweg erreichbar.
In der Vergangenheit lag Abu Simbel am Westufer des Nils zwischen dem ersten und zweiten Katarakt. Katarakte sind durch Blöcke oder Felsriegel gegliederte Stromschnellen, sie waren für die Nilschifffahrt vor allem bei Niedrigwasser nur schwer passierbar. Heute sind die beiden genannten Katarakte bei Assuan und dem 65 Kilometer südöstlichen Wadi Halfa im Sudan im Nassersee versunken, der auf ägyptischer Seite nach Gamal Abdel Nasser, dem ehemaligen ägyptischen Präsidenten von 1954 bis 1970, benannt ist. Zur Zeit Ramses’ II. befand sich nahe dem zweiten Katarakt die südliche Grenze des Pharaonenreiches. Der dortige Bau der Tempelanlagen von Abu Simbel sollte die Macht und ewige Überlegenheit Ägyptens gegenüber dem tributpflichtigen Nubien demonstrieren.

## Forschungsgeschichte und Tempelverlegung

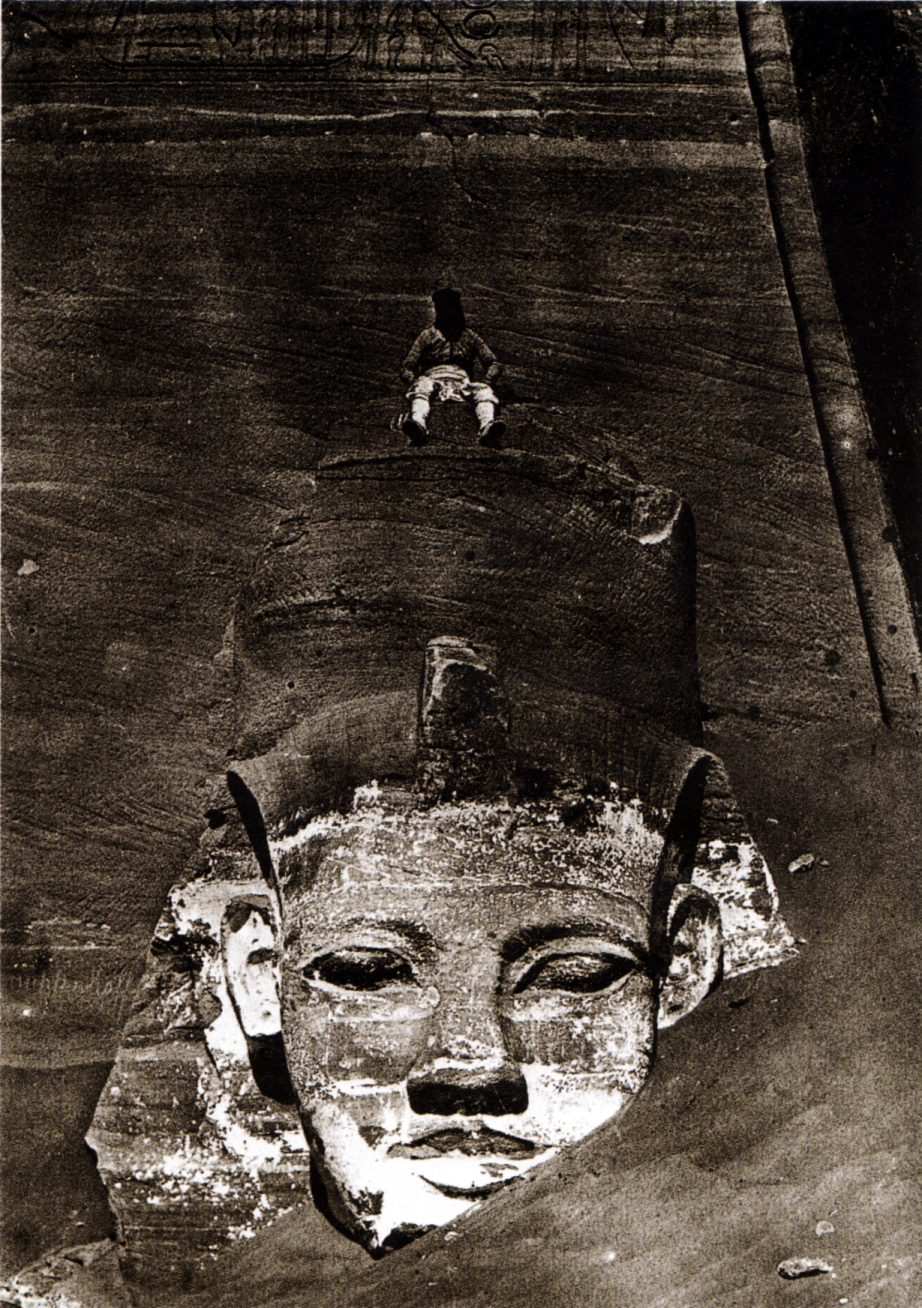
Aufnahme des Kopfes der nördlichen der Ramsesstatuen von 1850 mit einem Menschen als Größenvergleich (Fotografie von Maxime Du Camp)

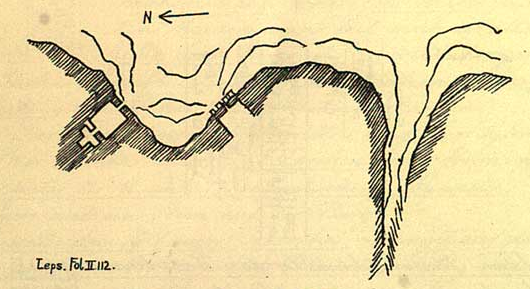
Lageskizze von Lepsius, links die beiden Tempel (der kleine ganz links)

### Entdeckung der Tempel
Im Jahr 1813 erforschte der Schweizer Reisende Johann Ludwig Burckhardt (1784–1817), alias Scheich Ibrahim Ibn Abdallah, die Gegend südlich von Kasr Ibrîm in Nubien. Auf dem Rückweg erfuhr er durch Einheimische von einem besonders schönen Tempel am Nilufer bei Ebsambal, wie der Ort in Burckhardts Aufzeichnungen später genannt wird. Daraufhin erreichte er am 22. März 1813 den Hathor-Tempel der Nefertari von Abu Simbel. Bei der Erkundung der Umgebung fand Burckhardt auch den durch eine Sanddüne weitestgehend verdeckten Großen Tempel Ramses’ II. Das Innere des Tempels war durch die angehäuften Sandmassen für ihn nicht zugänglich.
Über die Ankunft am Großen Tempel vermerkte Burckhardt in seinem Tagebuch: „Mein Blick fiel auf den noch sichtbaren Teil von vier Kolossalstatuen … Sie befanden sich in einer tiefen, in den Hügel eingegrabenen Mulde; schade, dass sie fast vollständig vom Sand begraben wurden, den der Wind an dieser Stelle wie das Wasser eines Wildbaches vom Berg herabstürzen lässt. Von einer Statue ragt noch der Kopf und ein Teil der Brust und der Arme aus dem Sand. Die benachbarte ist fast nicht mehr zu sehen, da der Kopf fehlt und der Körper bis über die Schulter vom Sand bedeckt ist. Von den beiden anderen ragt nur der Kopfputz heraus.“
Nach seiner Rückkehr nach Kairo beschrieb Burckhardt die von ihm entdeckten Tempel dem italienischen Abenteurer Giovanni Battista Belzoni (1778–1823), auch machte er diesen mit dem britischen Generalkonsul Henry Salt bekannt. Im Auftrag von Salt reiste Belzoni 1817 nach Nubien und besuchte Abu Simbel. Dabei befreite er am 1. August 1817 den oberen Teil des Eingangs zum Großen Tempel vom Sand und drang ins Innere vor. Belzoni schrieb über den Tempel: „Unser erster Eindruck war, dass es sich offensichtlich um ein ziemlich großes Bauwerk handelte; unser Erstaunen wuchs, als wir entdeckten, dass es ein außerordentlich reiches Heiligtum war, ausgeschmückt mit Flachreliefs, Gemälden und Kolossalstatuen von großer Schönheit.“
Die wissenschaftliche Untersuchung der Tempel begann 1828 durch eine französisch-toskanische Expedition unter Jean-François Champollion und Ippolito Rosellini, die eine Dokumentation des Tempelzustands erstellten. Weitere Expeditionen nach Abu Simbel wurden 1830 durch Robert Hay und 1844 durch Karl Richard Lepsius geleitet. Robert Hay schützte als erster den großen Tempel durch technische Maßnahmen vor der ständigen Zuschüttung durch Sand. Infolge des Bekanntwerdens der Tempel von Abu Simbel in Europa besuchten schon im 19. Jahrhundert viele Ägyptenreisende die Felsenheiligtümer am Nil. Einige verewigten sich durch Einmeißeln ihrer Namen an den Tempelfassaden. Ende des Jahrhunderts wurde der Sand an den sitzenden Kolossalstatuen Ramses’ II. mehr und mehr abgetragen. Doch erst im Jahr 1909 war die Fassade des Großen Tempels vollständig vom Sand freigelegt.

### Verlegung der beiden Tempel

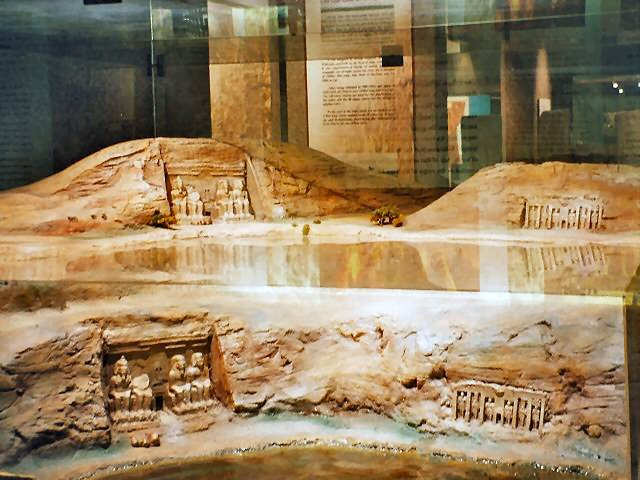
Modell der Tempel vor und nach der Verlegung. Dargestellt ist die neue Wasserlinie unter der die Tempel versunken wären

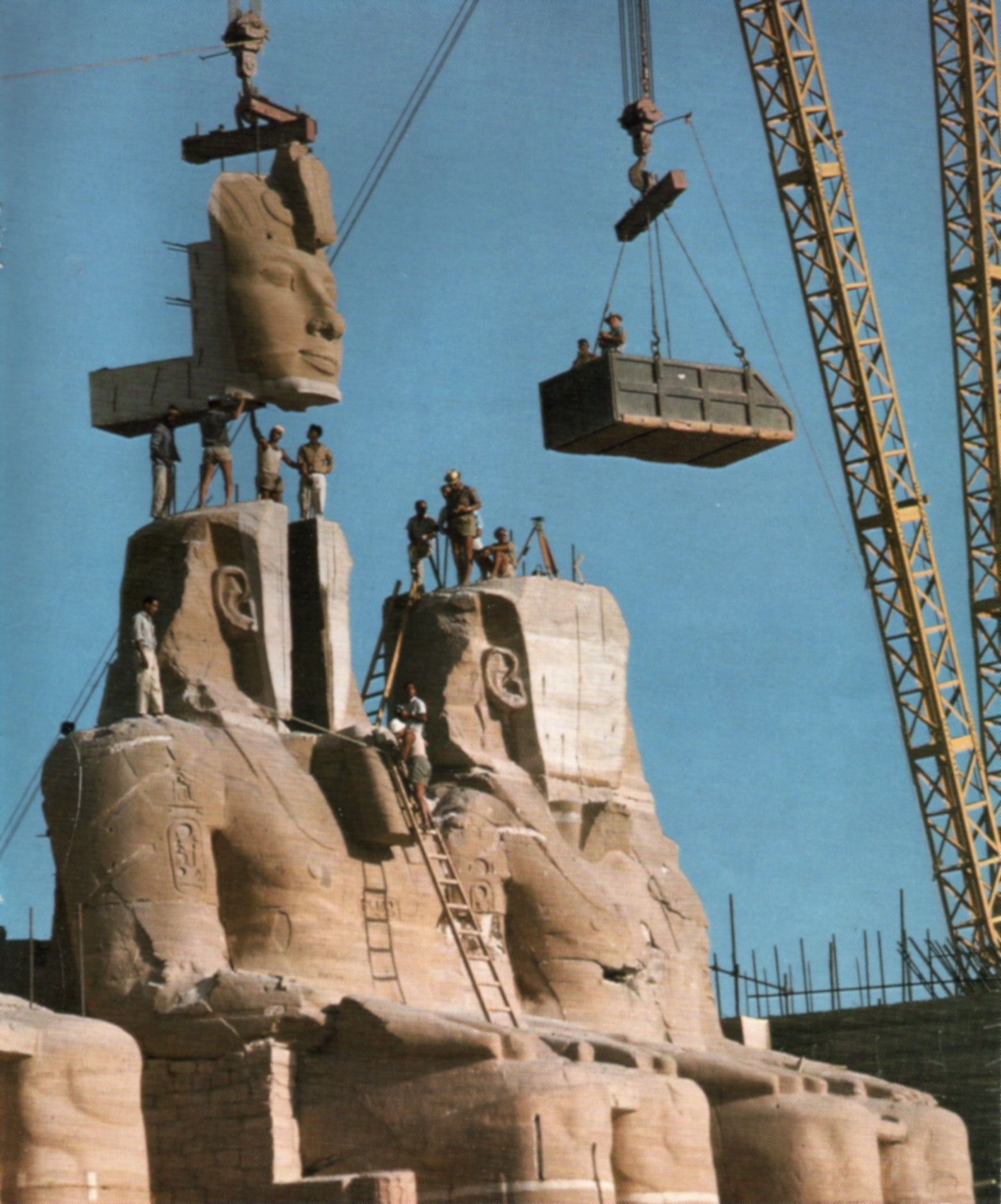
Verlegung der Sitzbilder

In den 1950er Jahren bedrohte der geplante Bau des Assuan-Hochdamms die Zugänglichkeit und architektonische Integrität der beiden Tempel Ramses’ II. in Abu Simbel. Sie wären neben den Tempeln von Philae, Kalabscha und anderen vom geplanten Nassersee überflutet worden. Bereits 1955 wurde ein internationales Dokumentationszentrum mit dem Ziel gegründet, das Gebiet von Assuan bis über die Grenze des Sudan aufzunehmen. Am 8. März 1960 bat die UNESCO um internationale Hilfe zur Rettung der Tempelanlagen. Unter den zahlreichen Vorschlägen und Plänen zur Rettung der Bauwerke erhielt im Juni 1963 ein schwedisches Projekt die Zustimmung; es sah die Zerlegung der Tempel, die Abfuhr der gesamten Felsmasse und den Wiederaufbau an einem höher gelegenen Ort vor.
Die Verlegung der beiden Tempel von Abu Simbel erfolgte schließlich zwischen November 1963 und September 1968 als weltweites Gemeinschaftsprojekt. Die Arbeit wurde von ägyptischen, deutschen, französischen, italienischen und schwedischen Baufirmen durchgeführt. Hochtief hatte die Leitung des Konsortiums unter Planung von Walter Jurecka inne. Von den Schweden stammte der Plan der Zersägung des Tempels. Zur Einweihung des Staudamms am 15. Januar 1971 würdigte der damalige ägyptische Staatspräsident Anwar as-Sadat die Verlegung der insgesamt 23 nubischen Tempel und Schreine: „Völker können Wunder vollbringen, wenn sie für einen guten Zweck zusammenarbeiten.“
Für den Abtransport und den Wiederaufbau bohrte man zunächst 17.000 Löcher in den Fels, um das Gestein mit 33 Tonnen Epoxidharz zu verfestigen. Zusätzlich dienten Eisenklammern der Stabilisierung. Danach wurden die Tempel von Abu Simbel mittels einer Seilsäge in 1036 Blöcke zerschnitten, deren jeweiliges Gewicht zwischen 7 und maximal 30 Tonnen betrug. Die Schnitte der einzelnen Blöcke sind heute äußerlich sichtbar. Ihr neuer Standort sollte etwa 180 Meter nordwestlich und 64 Meter über dem Niveau des alten Tempelareals liegen, wobei man besonderen Wert auf die exakte originale Orientierung (Ausrichtung) der Tempel legte. Der erste Block wurde am 12. Mai 1965 mit der Nummer GA 1A01 verladen. Neben den Blöcken der Tempel kamen 1112 Felsstücke aus der unmittelbaren Umgebung zur originalgetreuen Nachgestaltung der Tempelansicht am neuen Standort hinzu. Der Abschluss der Verlegung der Tempelanlage wurde am 22. September 1968 mit einer feierlichen Zeremonie begangen.
Das Innere der Tempel wird – teilweise hängend – von darüber befindlichen Stahlbetonkuppeln gehalten, die des Großen Tempels misst 140 Meter. Es handelt sich hierbei also nicht mehr um wirkliche Höhlentempel. Die Kuppel wird äußerlich durch aufgeschütteten Sand, Geröll und Original-Felsen (darunter die Originalfassade) verborgen, wodurch der ursprüngliche Eindruck eines Felsentempels gewahrt bleibt. Für die damalige Zeit stellte dies eine bautechnische Leistung dar, die vereinzelt mit dem Bau der Tempel durch Ramses II. verglichen wird. Die Kosten für die Tempelverlegung beliefen sich auf etwa 80 Millionen US-Dollar, die von über 50 Ländern gespendet wurden. Abu Simbel war einer der Anlässe für die Verabschiedung der UNESCO-Welterbekonvention von 1972 und für die Erstellung der Liste des UNESCO-Welterbes.

## Die Tempelbauten
Die Tempel übernahmen als „Zweigniederlassung des Königspalastes“ die Repräsentation als „göttliche Aufenthaltsstätte“, in der der König symbolisch durch seine göttliche Legitimation als irdischer Herrscher die Gottheiten anruft, um mit ihnen in Kontakt zu treten. Damit fungieren die Tempel als Bindeglied zwischen Himmel und Erde im Rahmen der göttlichen Himmelskosmologie.

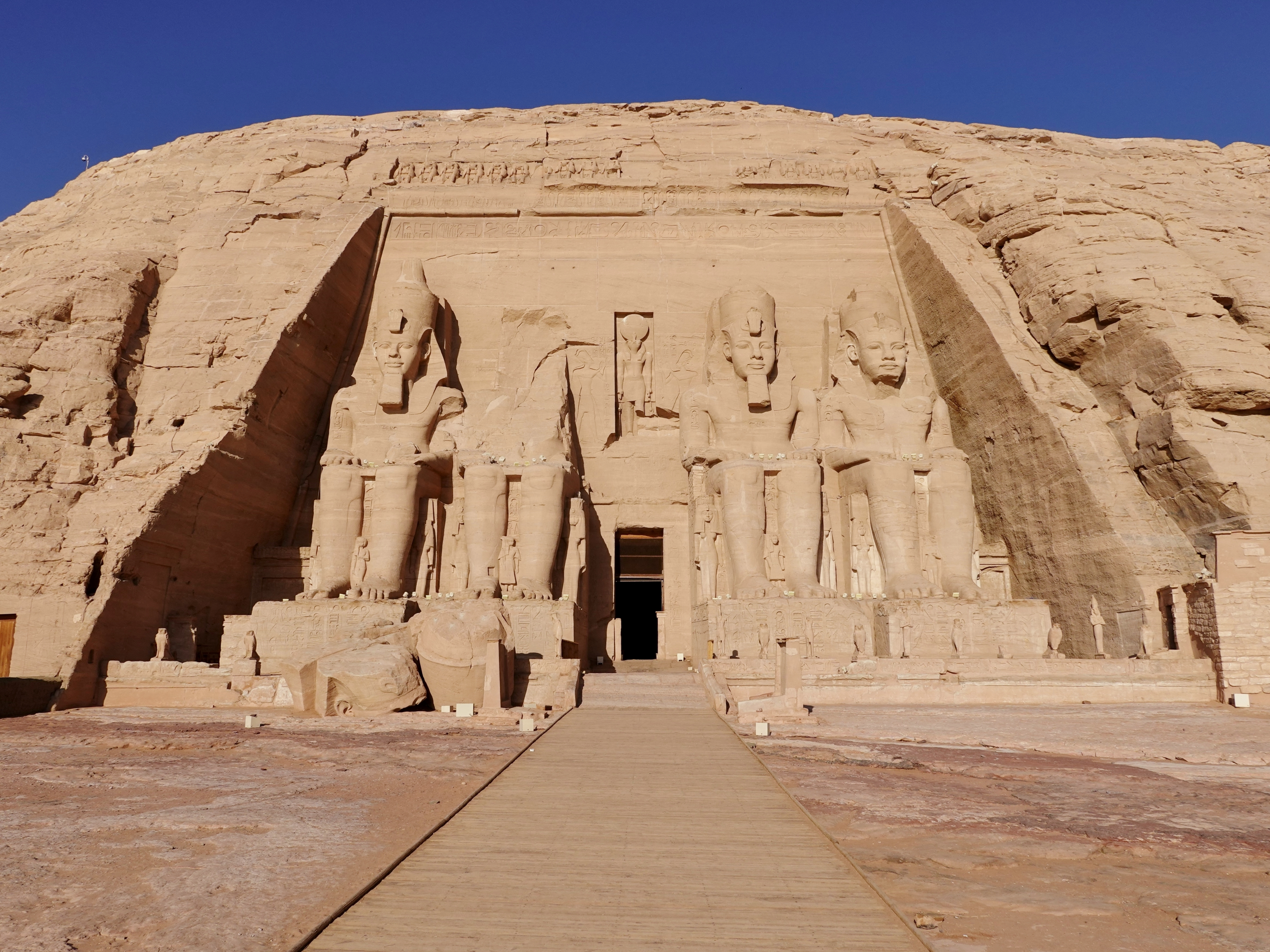
Großer Tempel Ramses’ II.

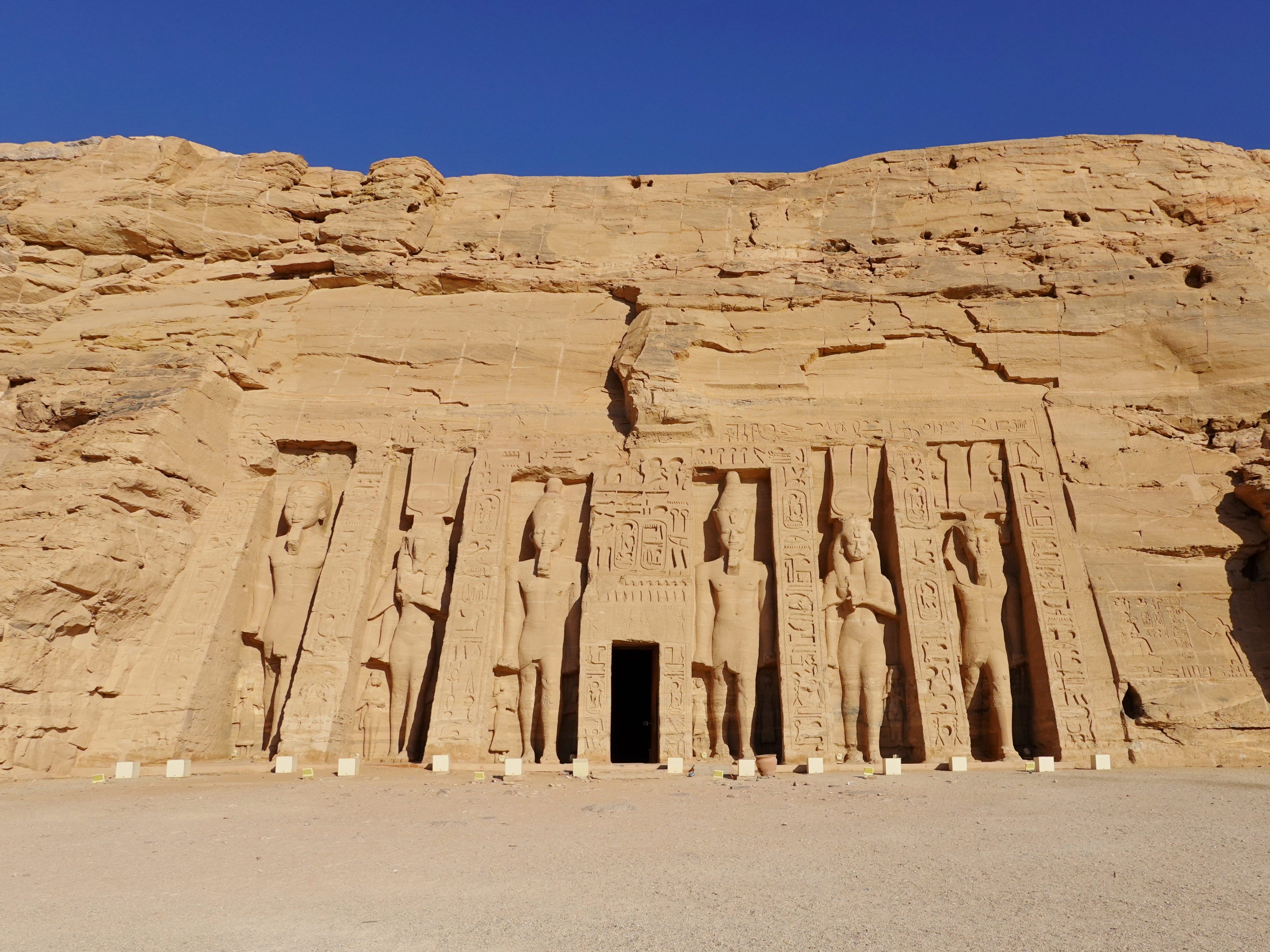
Hathor-Tempel der Nefertari

Genaue Daten über die Planung und Errichtung der Tempel von Abu Simbel existieren nicht, jedoch kann angenommen werden, dass die Arbeiten zur Zeit des nubischen Vizekönigs Iunj erfolgten: Eine Inschrift, die sich in Nähe des kleinen Tempels fand, weist darauf hin, dass der König einen seiner engsten Vertrauten damit betraut hatte, die Anfangsarbeiten zu beaufsichtigen. Allgemein gelten die Jahre zwischen 1260 und 1250 v. Chr. als mutmaßliche Zeit des Tempelbaus. In diesen Zeitraum fällt der Tod der großen königlichen Gemahlin Nefertari Meritenmut um 1255 v. Chr., die eine herausgehobene Rolle am Hof des von 1279 bis 1213 v. Chr. regierenden Königs Ramses II. spielte. Sie wird letztmals im 24. Regierungsjahr von Ramses II. anlässlich der Einweihung der beiden Tempel von Abu Simbel erwähnt.
Hinweise auf die Entstehungszeit geben vor allem die kolorierten Reliefs im Inneren der Tempel. Im großen Tempel sind beispielsweise Kriegszüge des Ramses, auch aus der Zeit als Mitregent seines Vaters Sethos I., dargestellt, die anhand anderer Quellen datiert werden konnten. Weitere Anhaltspunkte für die Zeit der Errichtung der Tempelanlagen finden sich durch die Art der Darstellung beziehungsweise Aufstellung einzelner Personen. Der drittgeborene Sohn Ramses’ II., Prinz Ramses, Sohn der zweiten großen königlichen Gemahlin Isisnofret, der bereits vor dem 26. Regierungsjahr des Königs verstarb, ist im großen Tempel dreimal ohne das für die alten Ägypter typische Todessymbol verewigt, was auf eine Datierung des Beginns der Innenausschmückung vor 1253 v. Chr. schließen lässt.
Die Tochter Ramses’ II. und Isisnofrets Bintanat wurde zunächst an ihrer Skulptur zu Füßen der südlichen Kolossalstatue des sitzenden Königs an der Außenfassade des großen Tempels mit dem einfachen Titel „Königstochter“ bezeichnet, erscheint hingegen auf dem unteren Band des Reliefs in der großen Pfeilerhalle, auch Pronaos genannt, schon als große königliche Gemahlin, ein Titel, den sie schon vor dem Tod ihrer Mutter 1246 v. Chr. erhielt. Der Innenausbau des Großen Tempels müsste im 34. Regierungsjahr Ramses’ II. bereits abgeschlossen gewesen sein, da die sogenannte „Hochzeitsstele“ zum Gedenken an die Hochzeit des Königs mit der Hethiterprinzessin Maathorneferure keinen Platz mehr im Inneren des Tempels fand, sondern auf der Felswand am Ende der Südfassade errichtet wurde.
Die beiden Tempel von Abu Simbel erstellte man wie traditionelle ägyptische Felsgräber und unterirdische Steinbrüche, sie wurden vollständig in das Felsmassiv eingeschnitten. Dieter Arnold beschreibt sie als „Meisterwerke der Felsbaukunst, die in ihrer Bedeutung nur mit den indischen Felsentempeln von Ellora vergleichbar sind“. Der Hathor-Tempel der Nefertari ist dabei etwa halb so groß wie der Haupttempel Ramses’ II., der bis auf 63 Meter Tiefe (gemessen vom vorderen Rand des Fundaments) in die Gesteinsformation getrieben wurde. Die Erbauer des Großen Tempels des Königs waren „eine Vielzahl von Arbeitern, die durch sein Schwert in Gefangenschaft geraten waren“ unter der Aufsicht des Oberbildhauers Piai, so eine Inschrift im Inneren des Tempels.

### Großer Tempel

#### Baubeschreibung und mythologische Verbindungen
Der große Tempel von Abu Simbel ist von den Architekturelementen her die Übertragung eines ägyptischen Allerheiligstentempels in einen Felsen. Hier dient die Bergflanke als Toranlage (Pylon), bei der seitens des Architekten auf die Flankentürme verzichtet werden konnte. Die Tempelfassade ist einem solchen Flankenturm nachempfunden. Im Inneren des Tempels reihen sich mehrere mit Schriften und Wandreliefs ausgeschmückte Hallen hintereinander bis zum Heiligtum. In diesem sind die Abbilder der im Tempel verehrten Götter aufgestellt. Der große Tempel des Ramses ist der „Reichstriade“ der 18. bis 20. Dynastie, den Göttern Ptah von Memphis, Amun-Re von Theben und Re-Harachte von Heliopolis sowie Ramses geweiht.
Außerdem wurde in den Reliefdarstellungen des Tempelinneren Horus von Meha (auch Harmachis) verehrt, wobei der Gott Horus in seiner Unterform Harachte auch durch die Verschmelzung mit Re zu Re-Harachte Anbetung fand. Horus und Re-Harachte ist das falkenköpfige Antlitz gemeinsam, der Unterschied bestand in der Darstellung des Re-Harachte mit Sonnenscheibe und Uräusschlange. Teilweise galt Re-Harachte von Heliopolis dem Gott Horus als wesensgleich, beispielsweise im oberägyptischen Behdet (Edfu). Der Horuskult in Meha geht auf die diesem Gott durch König Sesostris III. geweihten vier Orte Nubiens zurück, zu denen neben Meha noch Baki (Quban), Mi’am (Aniba) und Buhen (Wadi Halfa) zählten. Die königliche Horus-Weihung in der Zeit der 12. Dynastie sollte der Integration des unteren Nubien in Ägypten dienen.
Die Anbetung des Horus von Meha spielte bei der Standortwahl für Ramses II. hinsichtlich des großen Tempels von Abu Simbel nur eine zweitrangige Rolle, da es sich bei Horus von Meha um einen Lokalgott handelte. Vielmehr sollten die Tempel von Abu Simbel als Ausdruck der altägyptischen Königsphilosophie Machtsymbole sein, die deutliche Signale gegenüber grenznahen Regionen setzen. Ramses II. wollte so seinen Rang als „personifizierter Göttersohn“ sowie seine göttliche Legitimation auf Erden hervorheben. Diese mythologische Beziehung manifestierte sich auch im Horusnamen des Pharao.
Für die Erscheinungsform von Ramses II. als Horus von Meha gibt es Hinweise in den Reliefdarstellungen des großen Tempels. So trägt der falkenköpfige Gott mit Menschenohr und Widderhorn auf dem ersten südlichen Pfeiler der großen Pfeilerhalle, oberhalb der Darstellung der Hathor von Ibschek, der Gattin des Horus, den vollständigen Vornamen des Ramses User-maat-Re-setep-en-Re, dem Ramses selbst Gaben darbringt. An der Westwand eines Seitenraums dieser Halle nimmt der als „Großer Gott“ bezeichnete Ramesisumeriamun (Eigenname des Ramses) mit Falkenkopf die Stelle des dort fehlenden Horus von Meha ein. Neben ihm sind die dort aufgebrachten Szenen den Göttern Amun-Re von Theben, Re-Harachte von Heliopolis, Horus von Buhen, Horus von Mi’am und Horus von Baki gewidmet.
Der große Tempel von Abu Simbel diente insbesondere dem neuen Verständnis der Königsphilosophie von Ramses, der in seiner Eigenschaft als göttlich legitimierter Herrscher gleichberechtigt zu anderen Gottheiten angesehen werden wollte. Dies zeigt sich schon an den vier oben dargestellten etwa 21 Meter hohen Kolossalstatuen des Ramses mit der Doppelkrone Ober- und Unterägyptens (Pschent), dessen Sitzbilder den Eingang zum Großen Tempel „bewachen“. Allein der Abstand zwischen den Ohren jeder Figur beträgt mehr als vier Meter, die Lippenlinie ist mehr als einen Meter lang. Die beiden nördlichen Sitzbilder tragen die Aufschrift: „Ramses, der Geliebte des Amun“ und „Ramses, der Geliebte des Atum“, die südlichen Statuen „Ramses, Sonne der Herrscher“ und „Ramses, Herrscher der beiden Länder“.

Die Kolossalstatuen vor dem großen Tempel Ramses’ II.
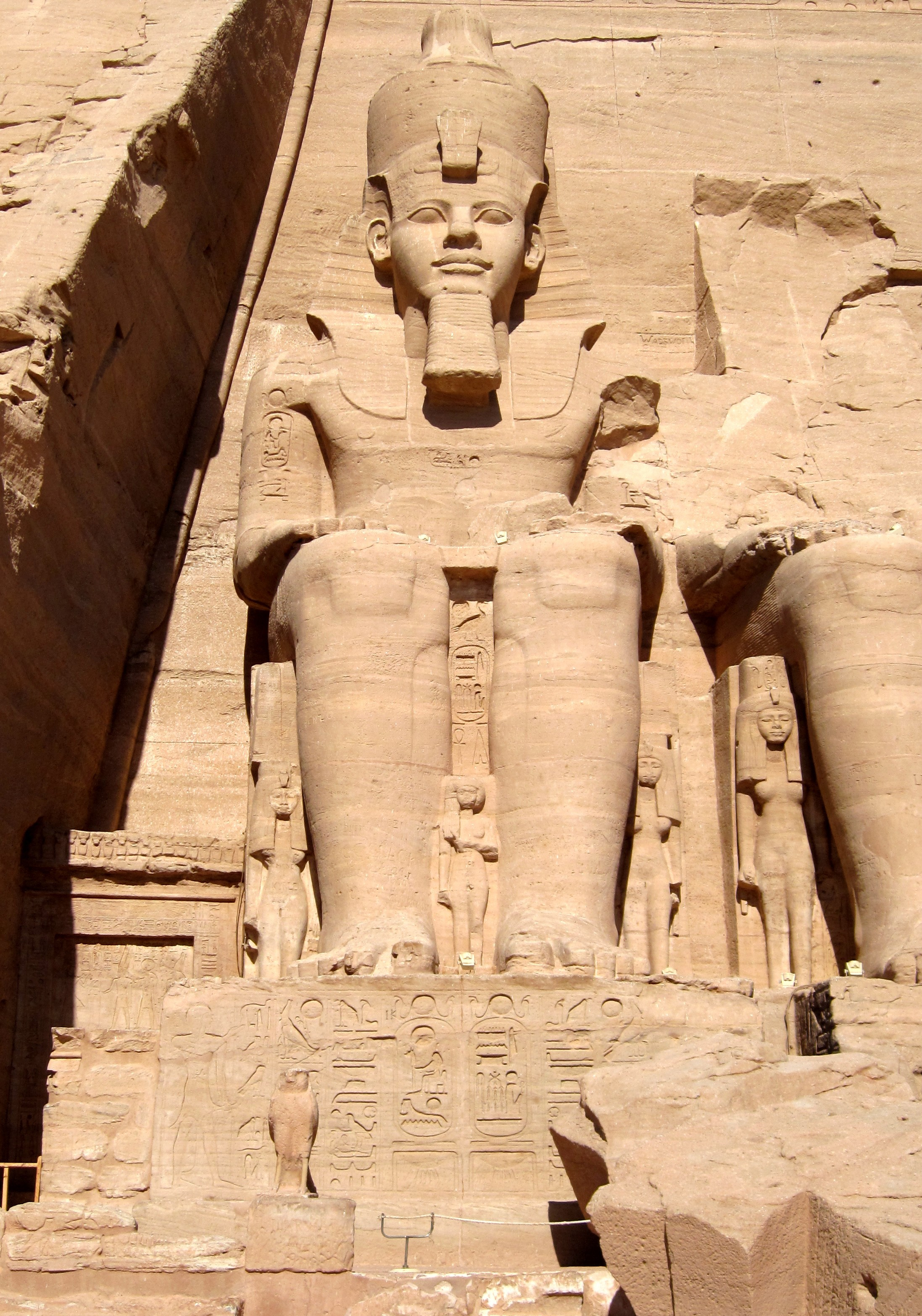
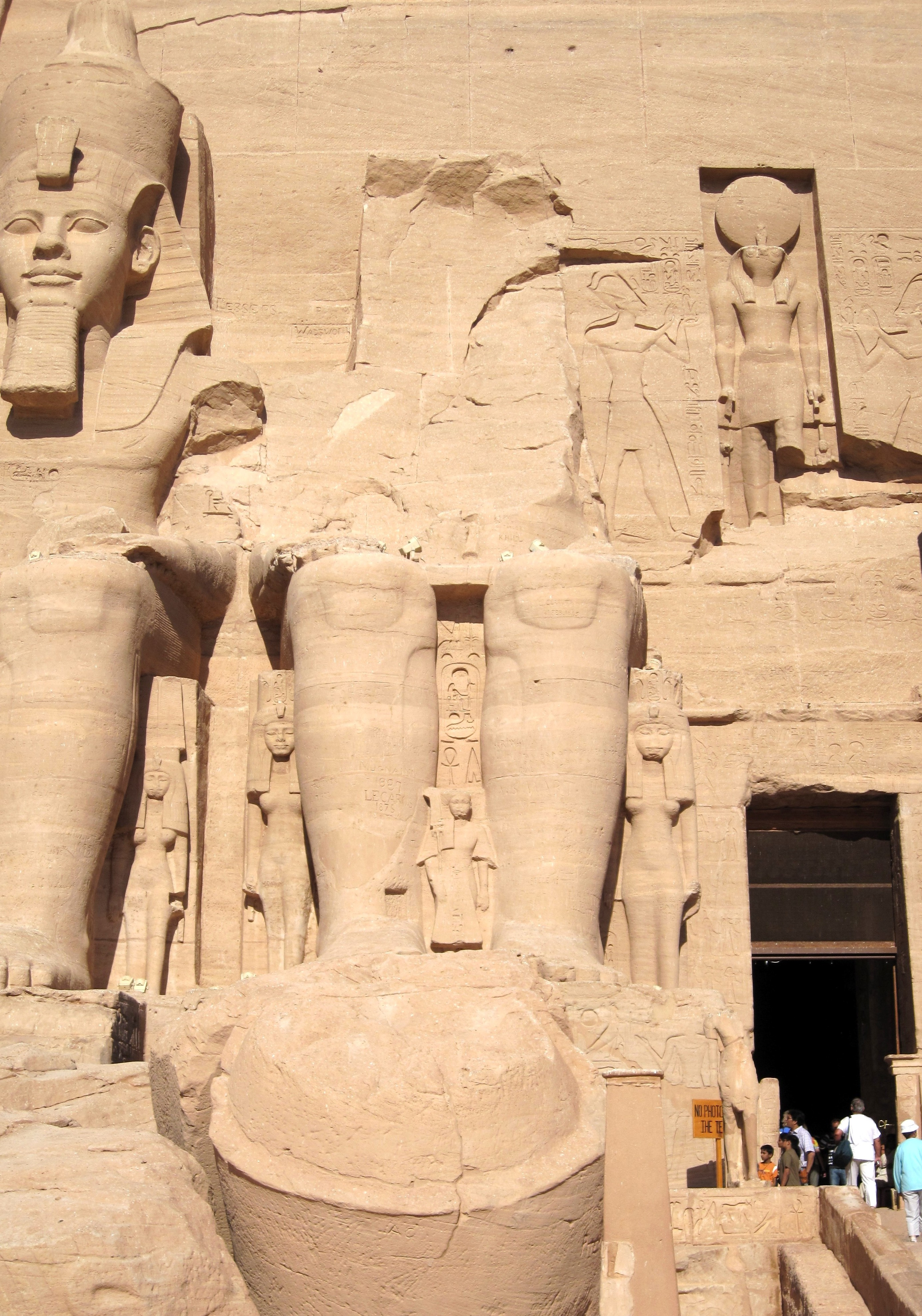
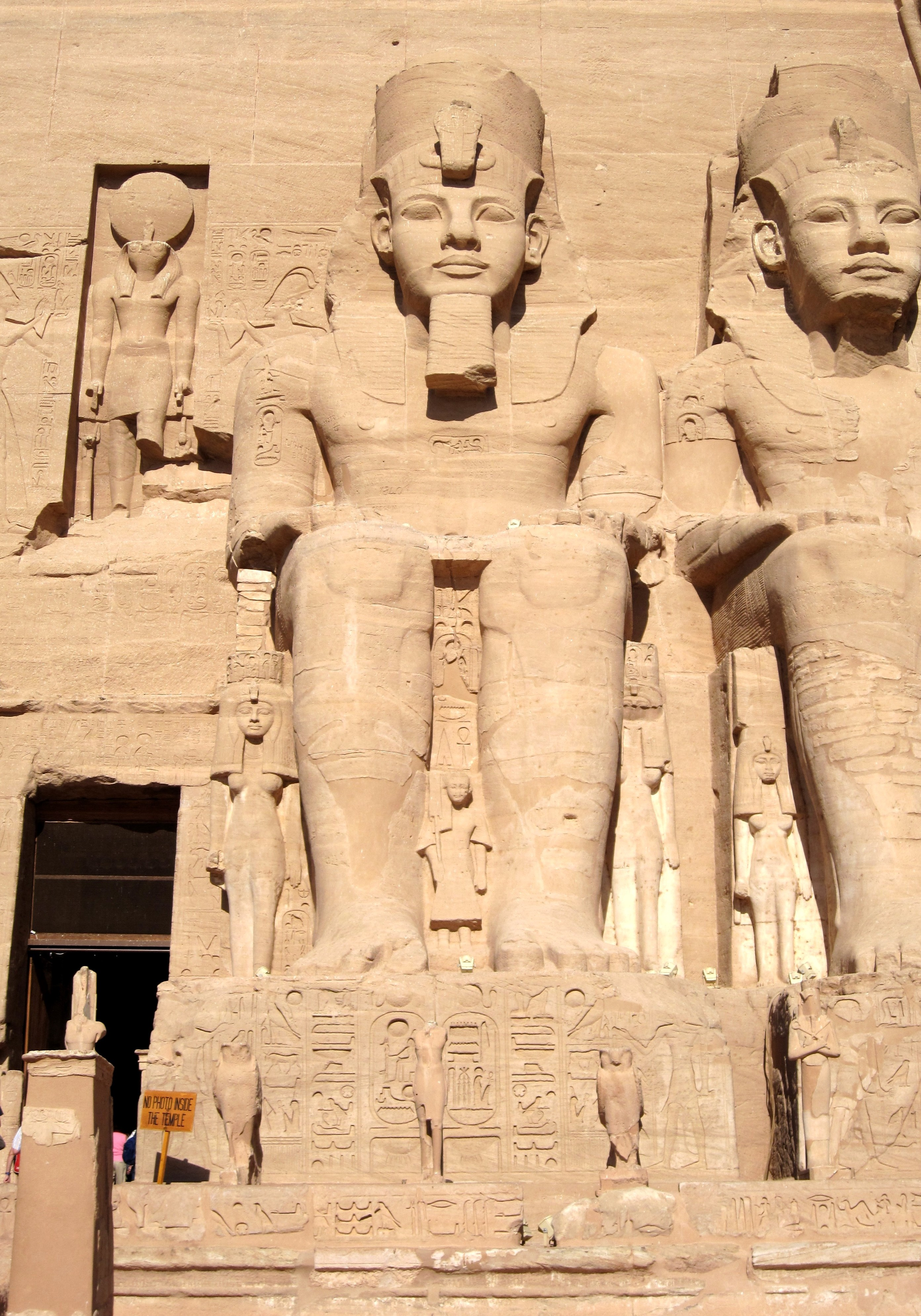
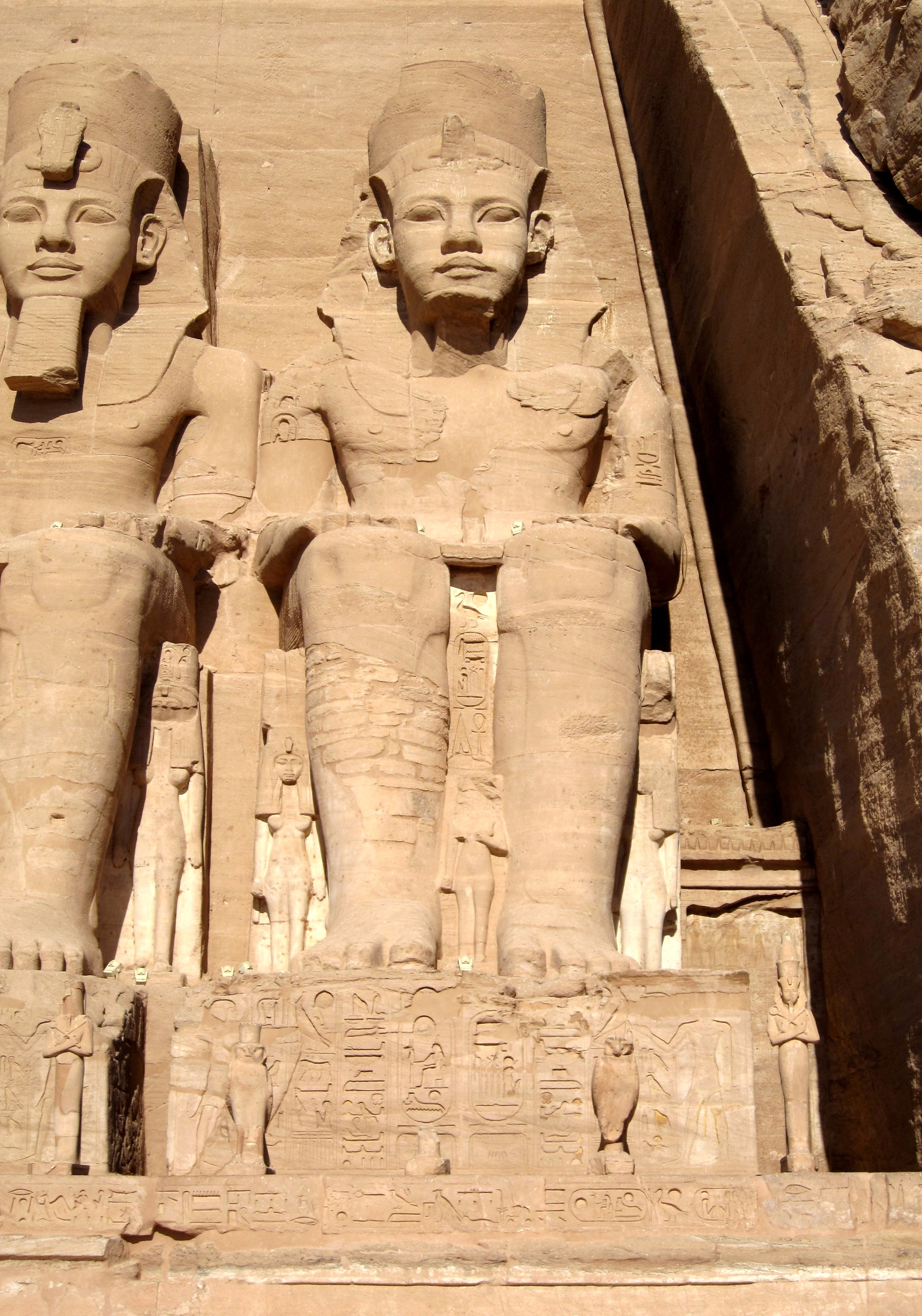

Die Königsfigur südlich des Tempeleingangs ist unvollständig, Teile des Kopfes und des Torsos liegen vor der Fassade am Boden. Sie wurde schon kurz nach der Errichtung der Tempelanlage im 34. Regierungsjahr Ramses’ II. durch ein Erdbeben beschädigt. Die Kolossalstatuen des Pharao bilden den Hauptblickfang der 38 Meter breiten und 32 Meter hohen Fassadenstruktur. Die Sitzbilder sind paarweise rechts und links des Tempelzugangs auf einer Terrasse aufgestellt. Eine neunstufige Treppe führt in der Mitte auf ihre Ebene, von wo aus das Tor zum Tempel durchschritten werden kann.

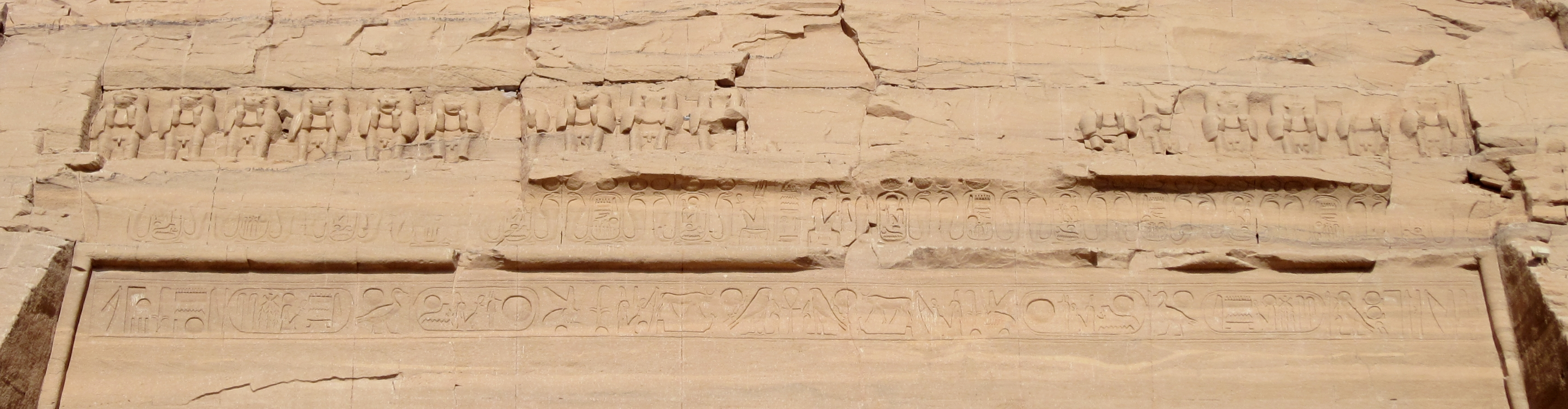
Der Fries der heiligen Affen oder Sonnenaffen

Oberhalb der Tempelfassade befindet sich ein Fries aus 16 zumindest teilweise erhaltenen von ehemals 21 hockenden, etwa 2,5 Meter hohen Pavianen, den so genannten Sonnenaffen oder heiligen Affen. Dieser Fries war es, der bei der Wiederentdeckung des Tempels 1813 den Schweizer Jean Louis Burckhardt auf den sonst völlig versandeten Großen Tempel aufmerksam machte. Der Pavianfries, über diesem Absatz abgebildet auf einem Foto aus dem Jahr 2009, ist der erste Teil des Tempels, der von der aufgehenden Sonne erleuchtet wird. Unter dem Fries, aufgesetzt auf das konvexe Gesims der Fassadeneinfassung, ziert eine Kehlung mit Uräusschlangen und Schriftzeichen den oberen äußeren Rand des Tempels. Der Schlangenfries diente dem symbolischen Schutz des Bauwerks. Direkt unter den Uräusschlangen, schon als Teil der eigentlichen Tempelfassade, wurde eine Inschrift in Hieroglyphen als Widmung angebracht.

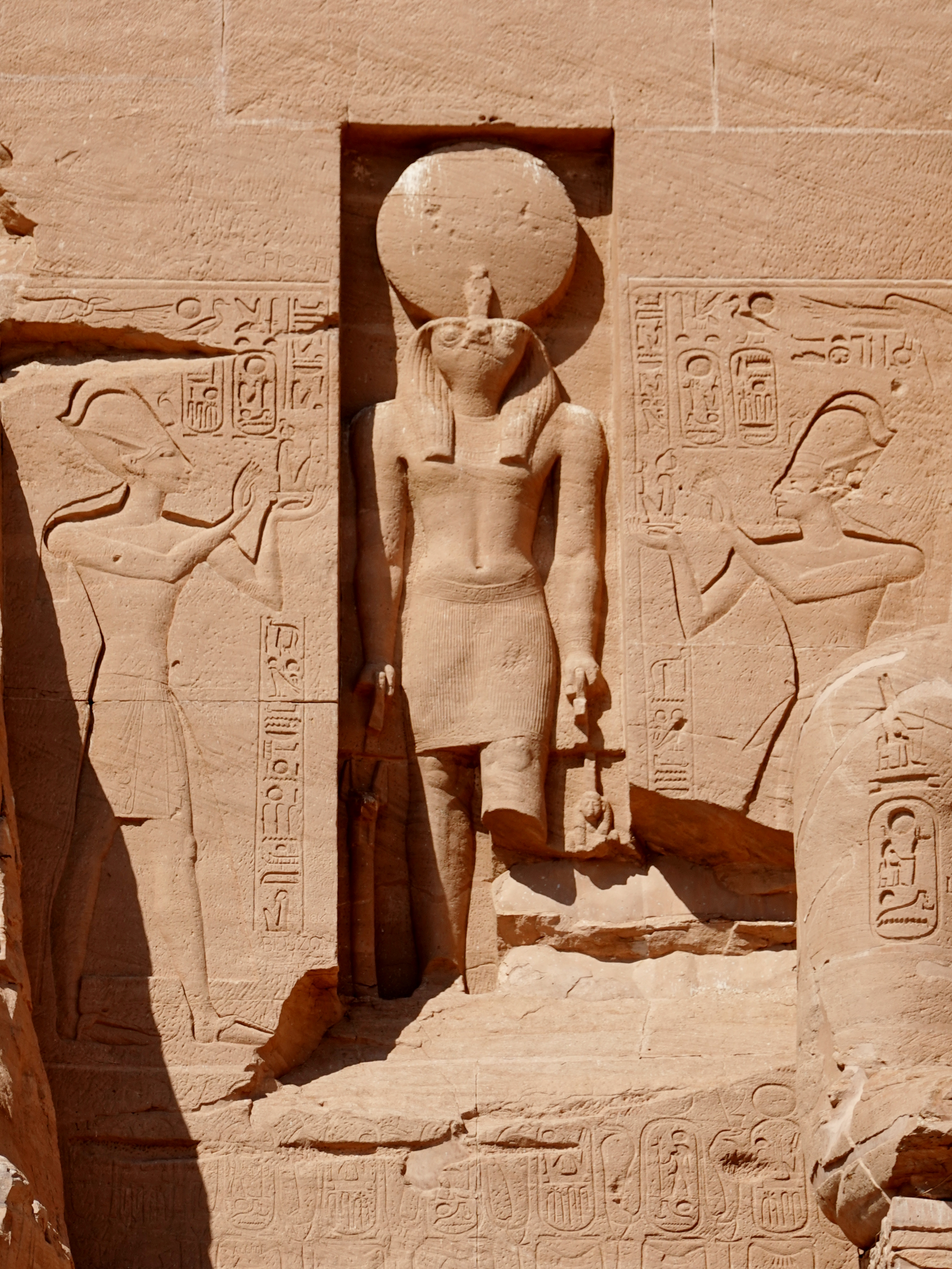
Re-Harachte oberhalb des Tempeleingangs
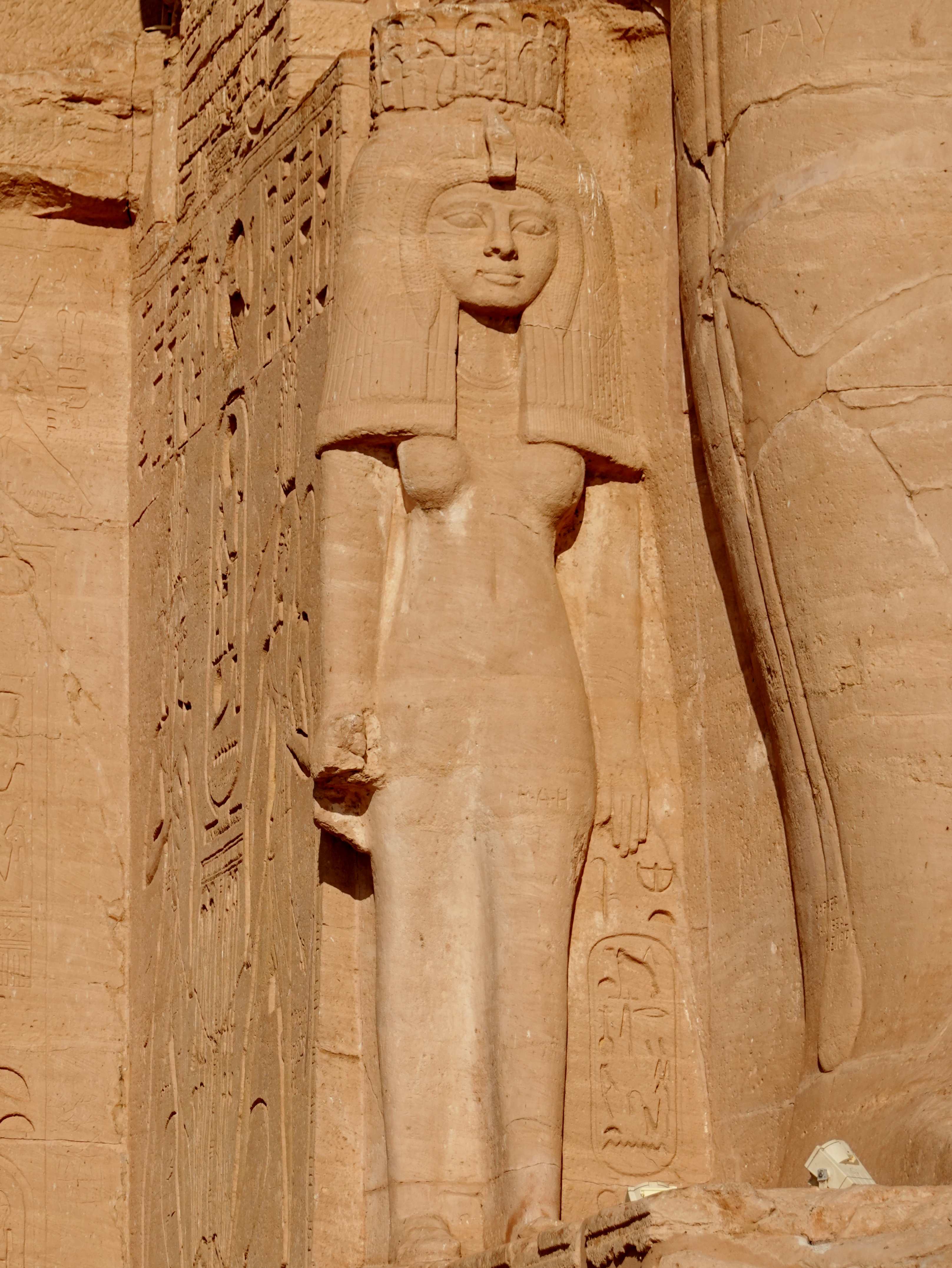
Figur der Nefertari
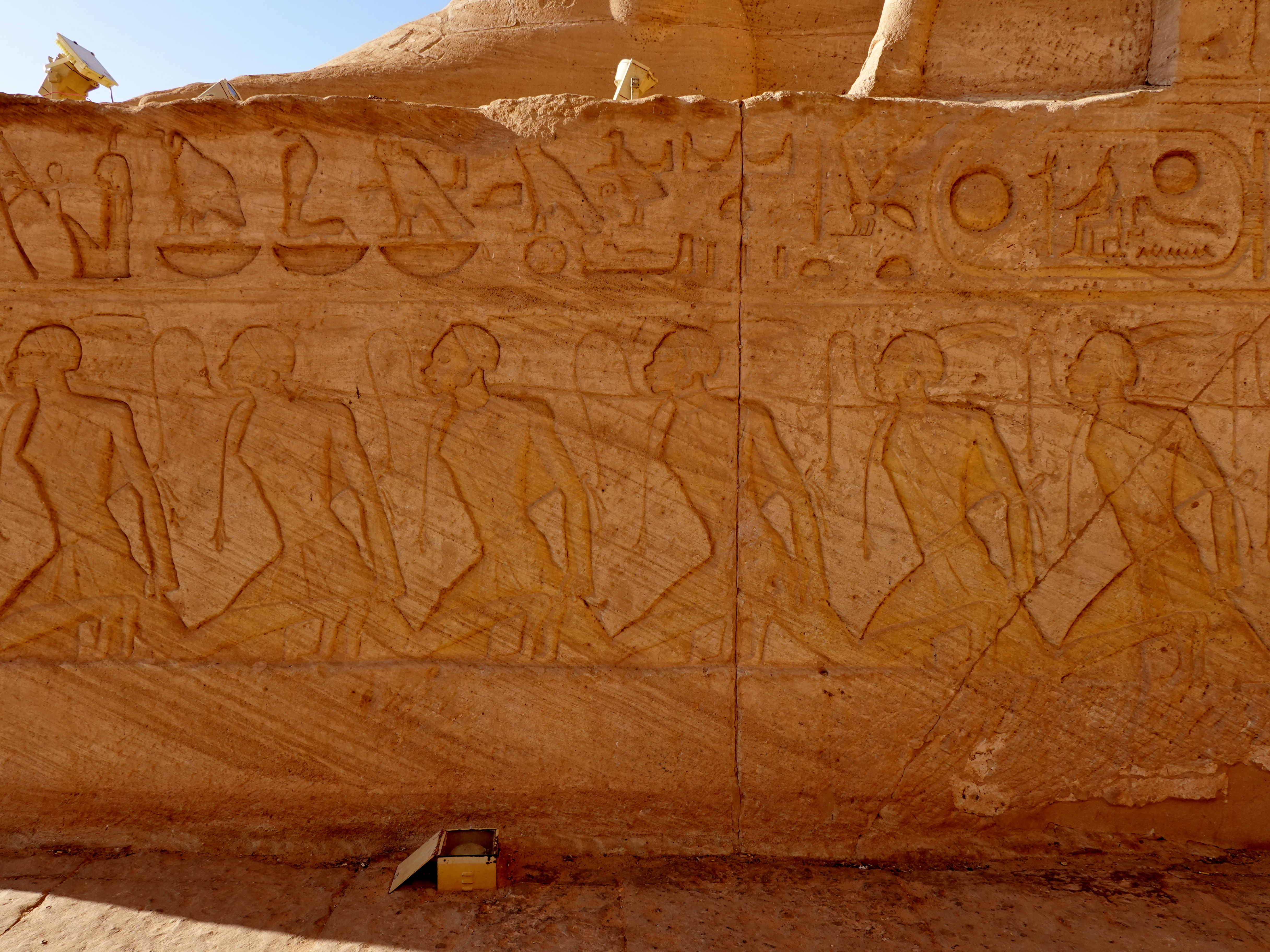
Relief mit nubischen Gefangenen
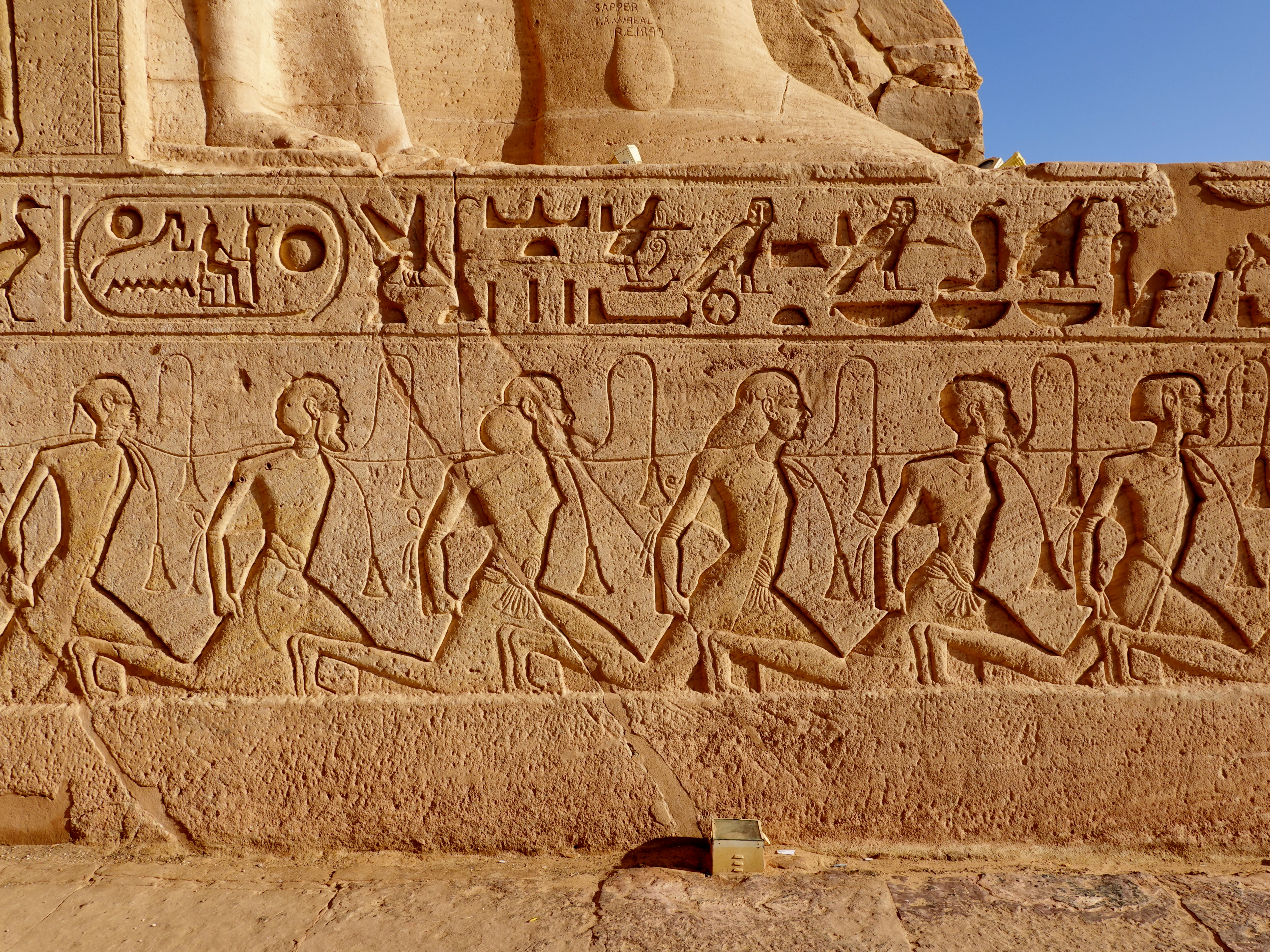
Relief mit asiatischen Gefangenen

Über dem Tempeleingang in der Mitte der Fassade tritt frontal aus einer Nische Re-Harachte heraus, der Sonnengott von Heliopolis. Er ist versehen mit den Attributen der Sonnenscheibe des Re, in der rechten Hand das Wsr-Zeichen haltend, einem Kopf und stilisiertem Hals eines Tieres in der Bedeutung „user“ – „stark, mächtig“, und der Maat-Figur in der linken für die ägyptische Darstellung der Weltordnung. Diese Symbole können als Thronname Ramses’ II. gelesen werden: „User-Maat-Re“ – „Stark/mächtig ist die Maat des Re“, wodurch der König zu einer Inkarnation des Re, zur „Großen Seele des Re-Harachte“, wird. Die Darstellung des Re mit dem Falkenkopf symbolisiert auch den „Roten Horus“ oder „Horus im Horizont“ (Harmachis), eine Personifizierung des Sonnenaufgangs, was der östlichen Ausrichtung des Tempeleingangs entspricht. Die Gottesfigur wird an beiden Seiten von Flachreliefs flankiert, in denen Ramses II. dem Re-Harachte je ein Bild der Göttin Maat darbringt.
Zu Füßen der vier sitzenden Kolossalstatuen Ramses’ II. am Eingang des Großen Tempels sind kleinere Statuen aufgestellt, die Familienmitglieder des Königs darstellen. Seitlich und zwischen seinen Beinen befinden sich die Skulpturen seiner Großen königlichen Gemahlin Nefertari, seiner Mutter und Ehefrau des Sethos I. Tuja, die als Mitregentin Ramses’ II. den Titel Mut-Tuja trug, und einiger der Kinder des Königs. Benannt sind darunter die Prinzen Ramses und Amunherchepeschef sowie die Prinzessinnen Bintanat, Nebettaui und Meritamun. Eine vierte abgebildete Prinzessin ist namenlos. Alle Statuen befinden sich erhöht auf den Thronsockeln der vier Sitzbilder des Ramses oberhalb der Terrassenebene. Die Sockel sind vorn und seitlich mit Reliefs nubischer und asiatischer Gefangener versehen.
Die von der Fundamentkante an der Fassade bis zum Allerheiligsten, der hintersten Kammer mit den Götterstatuen, 63 Meter in den Fels führende Tempelanlage beginnt zunächst mit der großen dreischiffigen Pfeilerhalle oder Pronaos. Zwei Mal vier mit Reliefs versehene Statuenpfeiler unterteilen den 18 Meter langen und 16,7 Meter breiten Raum in drei Bereiche. Die vor den zehn Meter hohen Pfeilern platzierten Statuen bilden am Mittelgang ein Spalier in die nächste Halle. Sie zeigen Ramses II., dargestellt mit den Attributen und der Haltung des Osiris, rechtsseitig mit der altägyptischen Doppelkrone, auf der linken Seite mit der Krone Oberägyptens. Die Beschriftungen sprechen allerdings gegen eine Gleichsetzung des Pharao mit Osiris, sie stellen den König in eine sehr komplexen Beziehung zu den drei Gottheiten Amun, Atum und Re-Harachte (nach R. Gundlach).

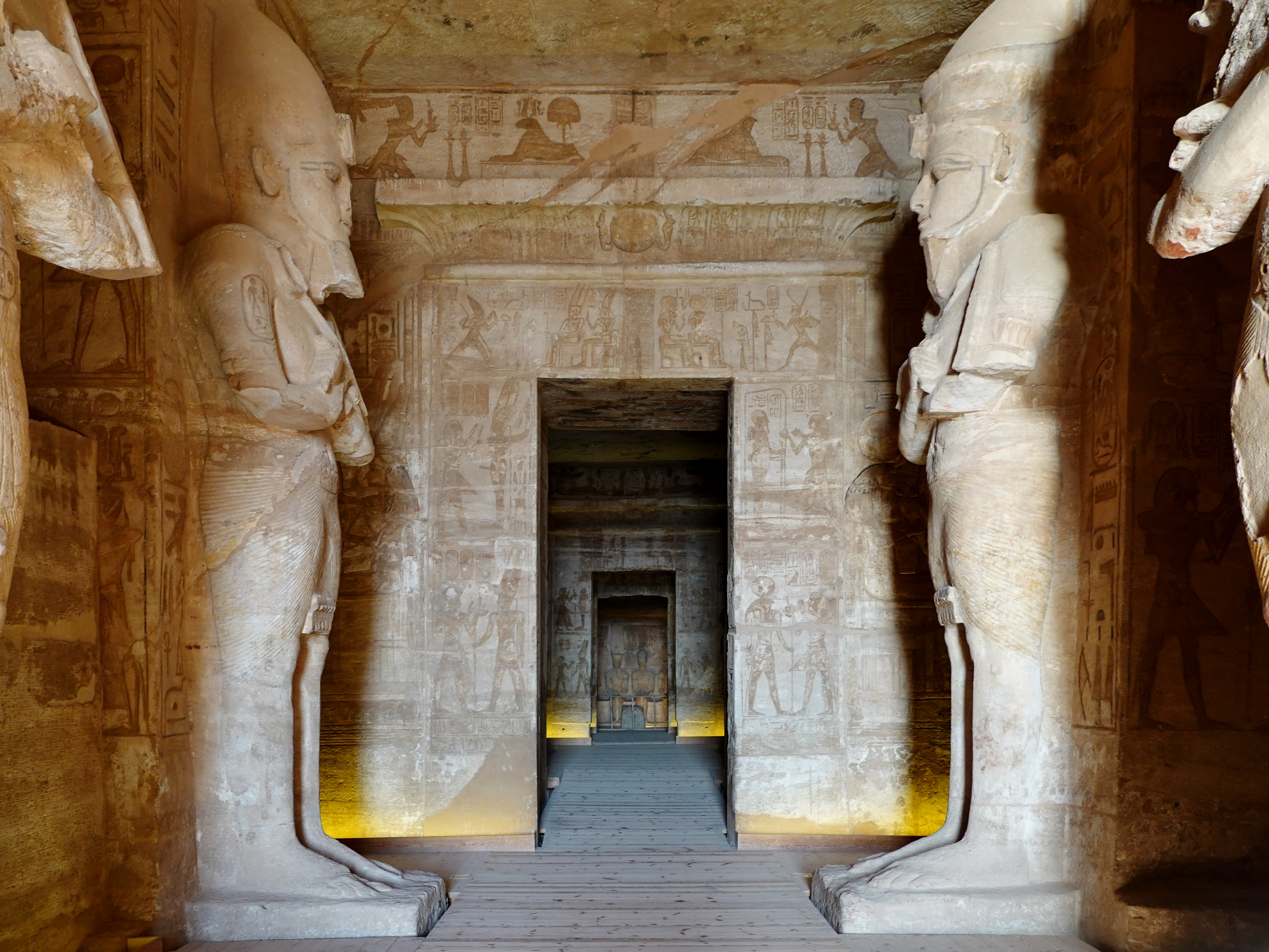
Große Pfeilerhalle (Pronaos)
Ramses-Pfeiler im Pronaos (nach Lepsius)
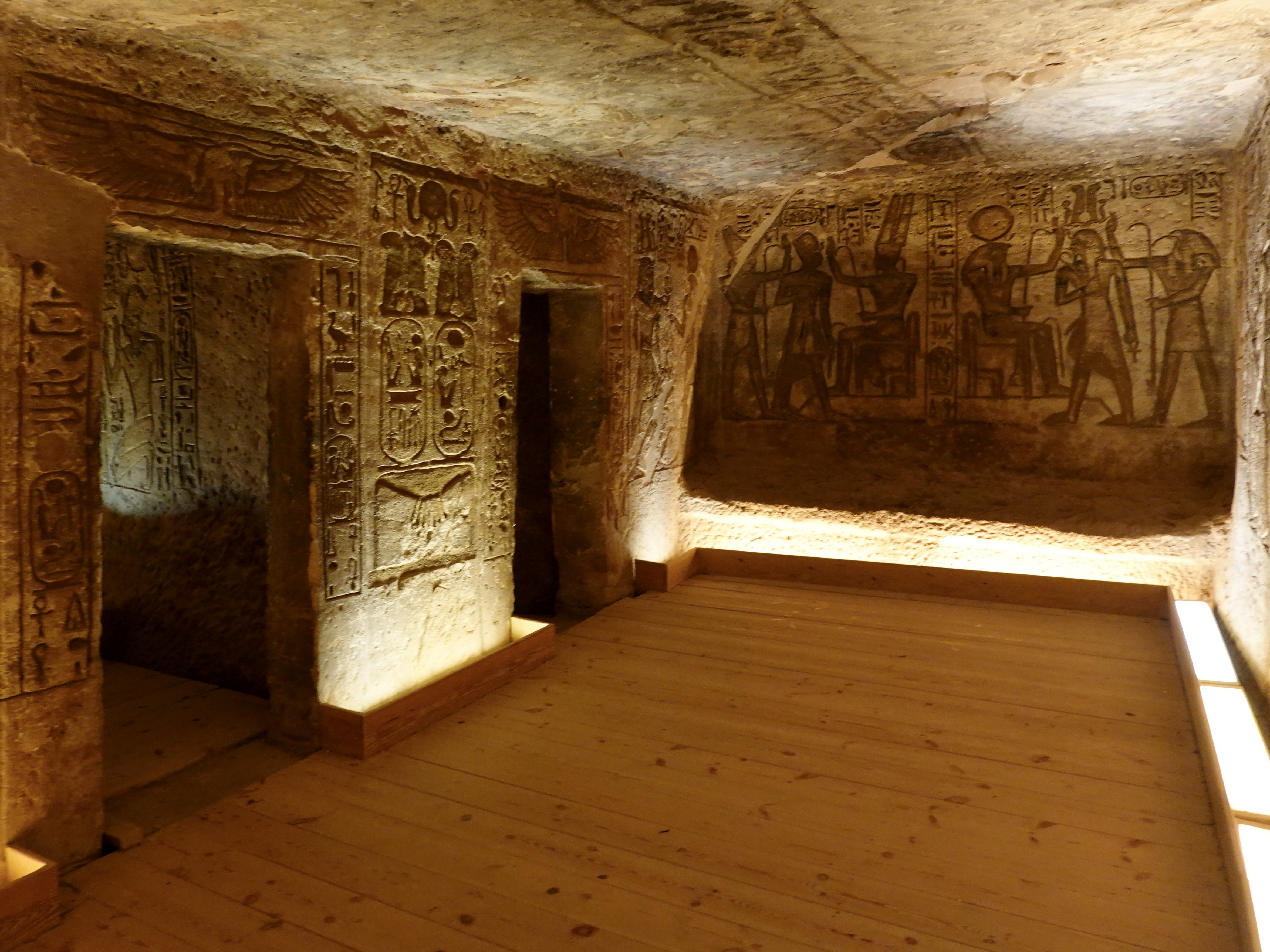
Kammer im Großen Tempel
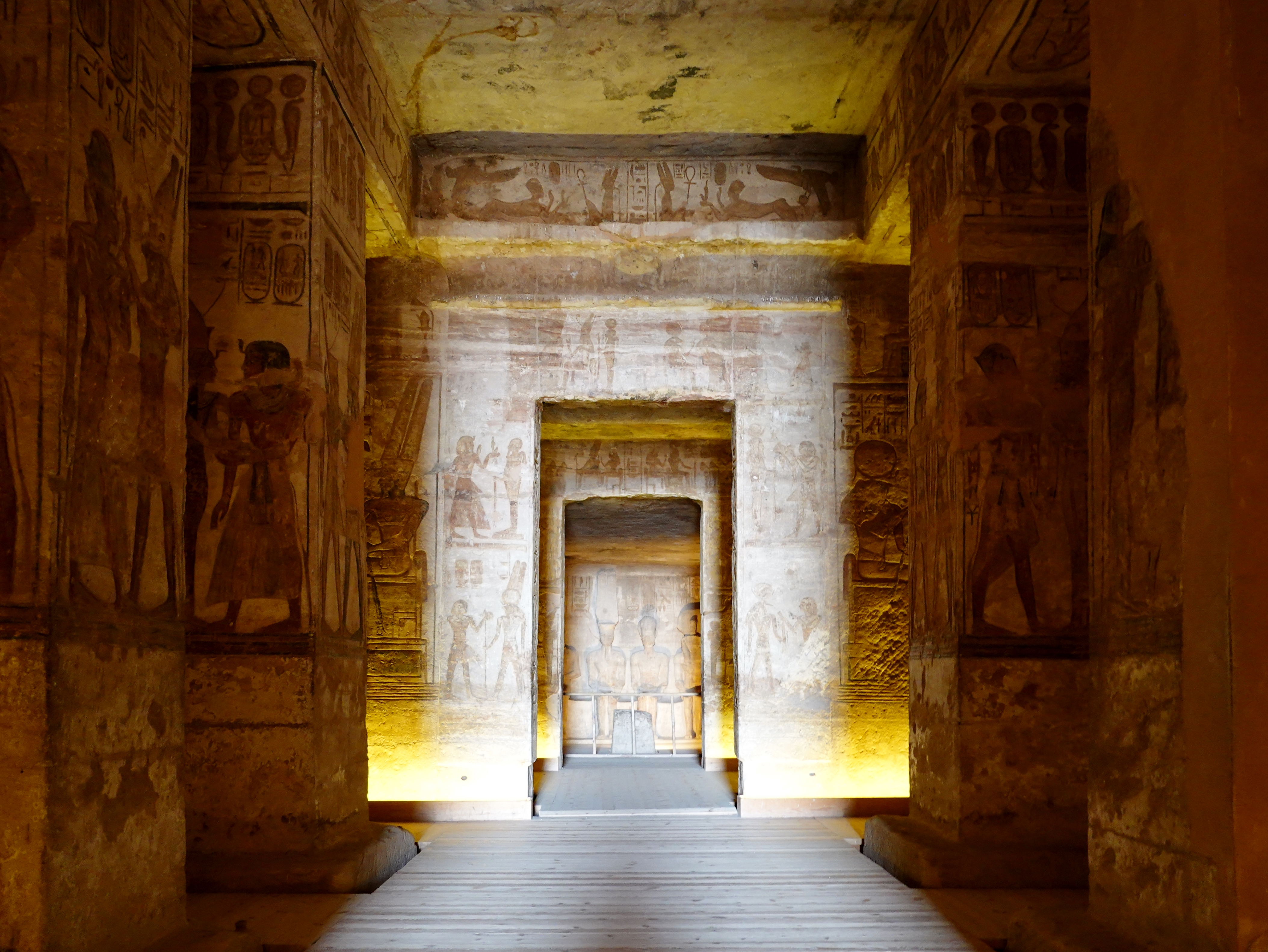
Kleine Vier-Pfeiler-Halle mit Blick zum Allerheiligsten

Das Mittelschiff der großen Pfeilerhalle mit den Königsstatuen ist etwa doppelt so breit wie die beiden Seitenschiffe hinter den jeweils vier Pfeilern, die durch Architrave miteinander verbunden sind. An der Decke des Mittelschiffs befindet sich eine Bemalung mit gekrönten, die Flügel ausbreitenden Geiern der Göttin Nechbet, schützend Federfächer um die Kartusche des Königs in den Krallen haltend. An der Nordwand ist ein 17 Meter langes und 9 Meter hohes Relief über die Schlacht bei Kadesch 1274 v. Chr. gegen die Hethiter angebracht, bei der zwar keine der beiden Seiten eine Entscheidung erzwingen konnte, die aber als Sieg glorifiziert wurde. Der in Hieroglyphen verfasste Text stammt von dem Hofdichter Pentaur (pntAwr.t). Auch wenn die siegreiche Darstellung nicht den tatsächlichen Geschehnissen entsprach, so gibt sie doch einen Einblick in die damalige Kampfweise der Ägypter. Nach weiteren kleineren Auseinandersetzungen schloss Ramses II. im Jahr 1259 v. Chr. einen Friedensvertrag mit dem hethitischen Großreich.
In der Halle sind zusätzlich Szenen aus den Kämpfen gegen Libyen, Kusch und Retjenu zu sehen, die der König bezwingt. Die Ausschmückungen der Halle verherrlichen die kriegerischen Taten Ramses’ II. als Sieger. Im hinteren Bereich der großen Halle gelangt man von den Seitenschiffen beidseitig durch vier Türöffnungen in insgesamt acht Seitenkammern, davon zwei Vorkammern, die wohl der Aufbewahrung von Vorräten oder von Utensilien für die Kulthandlungen im Tempel dienten.
Auf der Tempelachse erreicht man hinter der großen Pfeilerhalle durch eine ursprünglich zweiflüglige Tür die kleinere Vier-Pfeiler-Halle mit paarweise beidseitig des Hauptgangs angeordneten Pfeilern, die den Raum, wie die acht Pfeiler die große Halle, unter Architraven in drei Bereiche teilen. Die Pfeiler sind mit Darstellungen des Empfangs und der Umarmung des Pharaos durch die Götter versehen, ein Zeichen für Gemeinschaft und Bevorzugung. An den Wänden der Halle befinden sich liturgische Szenen: Opfer- und Anbetungsrituale sowie die Prozession der heiligen Barke, der Sonnenbarke. Durch eine weitere Türöffnung gelangt man in den quer angelegten Vorraum des Heiligtums. Von dort blickt man in das Allerheiligste, das sancta sanctorum, an dessen Rückwand die lebensgroßen Statuen des Ptah, Amun-Re, Ramses II. und Re-Harachte von links nach rechts auf einer niederen Steinbank sitzend aufgereiht sind. Der Pharao ist hier der Göttertriade gleichgestellt.
Auffallend ist, dass die Qualität der Reliefbearbeitung, was Technik und Genauigkeit betrifft, bis zum hinteren Bereich des Tempels schrittweise abnimmt. Zusätzlich eingefügte Stützmauern beweisen zudem, dass der Große Tempel noch zu Lebzeiten Ramses’ II. durch ein Erdbeben beschädigt wurde. Möglicherweise handelte es sich um dasselbe Beben, das die Kolossalstatue des Pharaos südlich des Tempeleingangs zum Einsturz brachte.
Vor dem Tempel liegen südlich und nördlich noch zwei kleine Kapellen, von denen die nördliche unbedacht ist und ein Sonnenheiligtum darstellt. In der Mitte befindet sich ein Altar mit vier die Sonne anbetenden Pavianen, der von zwei Obelisken flankiert wird. Die nördliche Kapelle stellt möglicherweise ein Geburtshaus dar.

Wandreliefs im Inneren des Großen Tempels
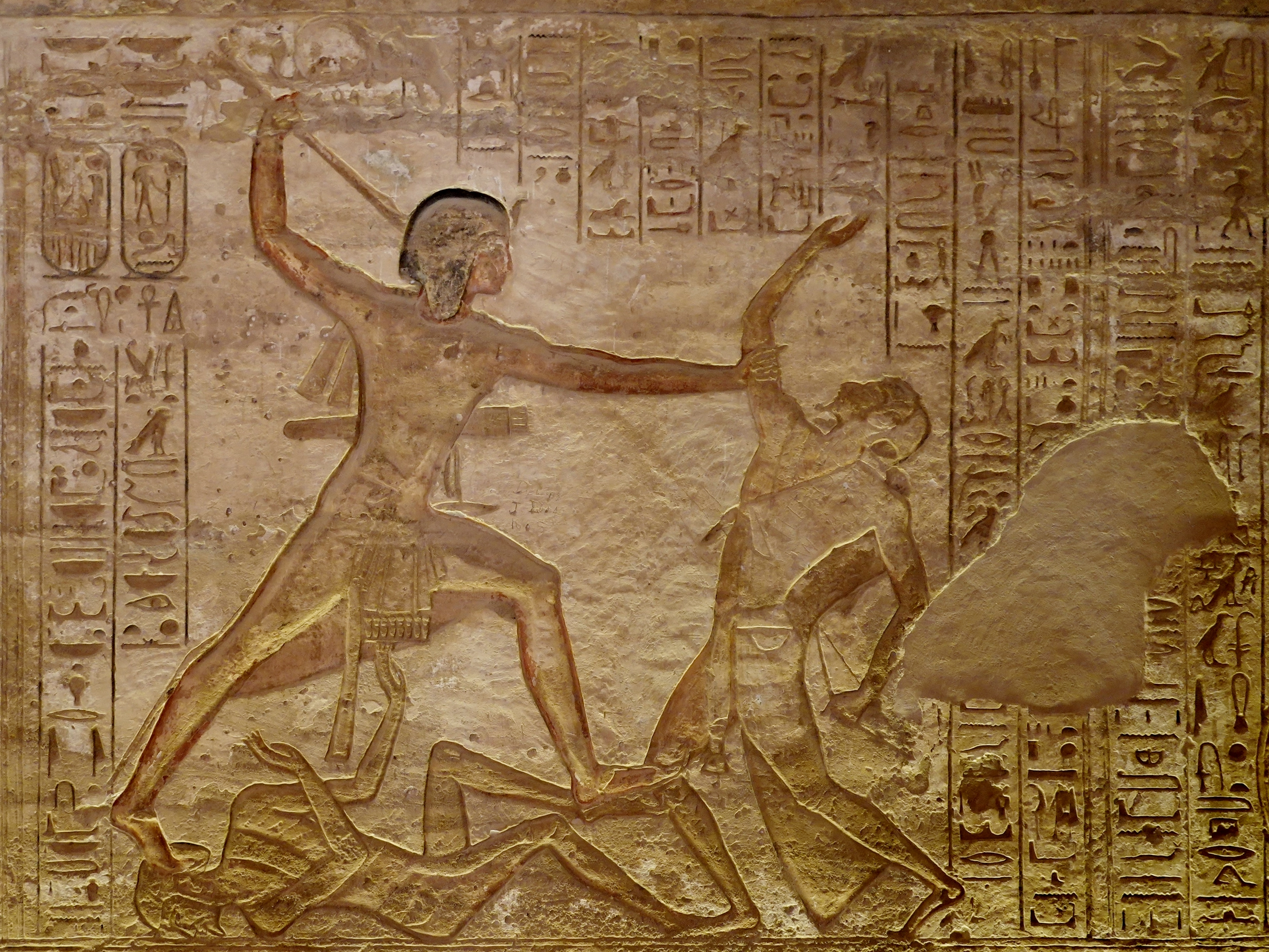
Ramses II. tötet einen libyschen Anführer
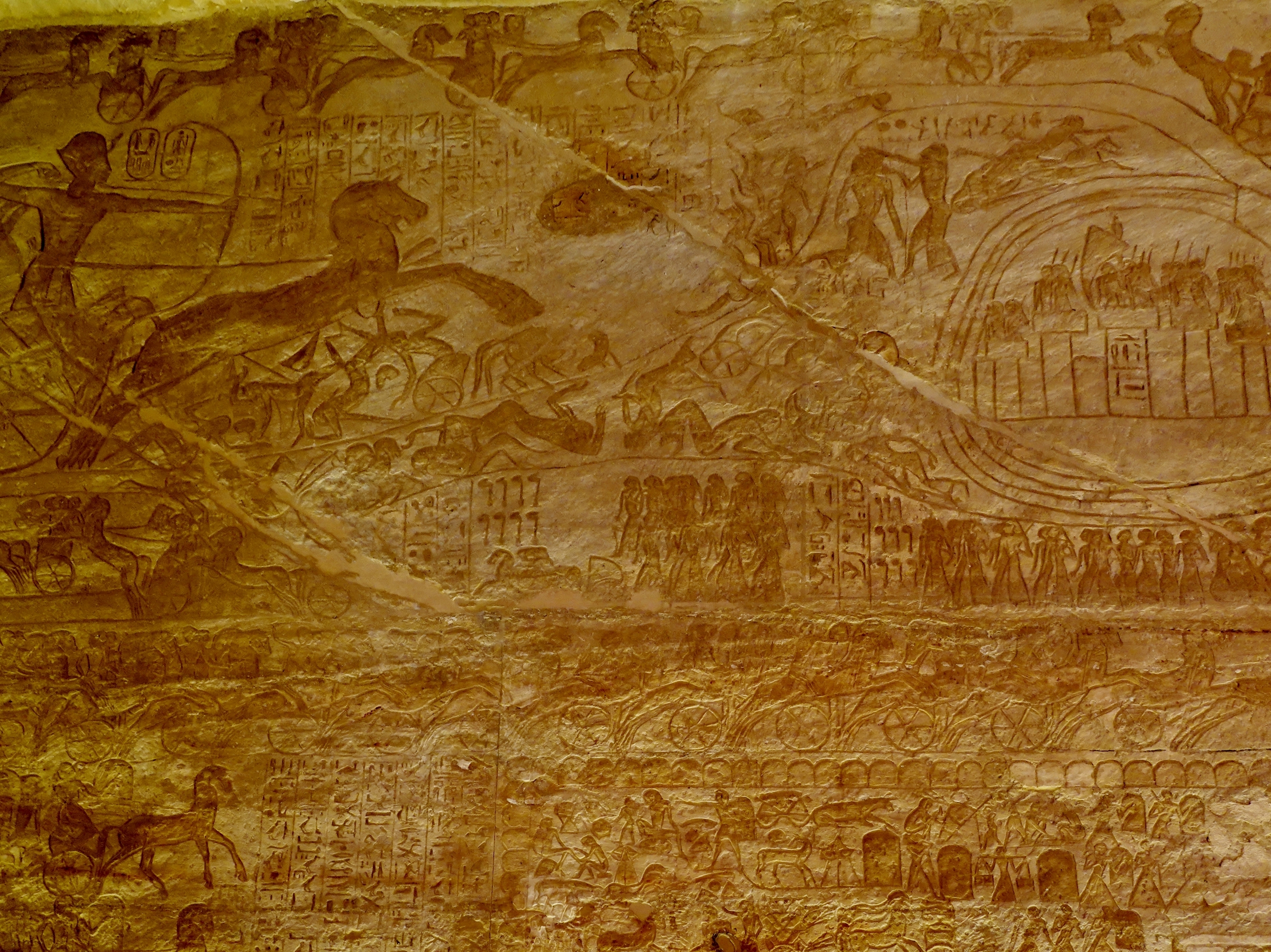
Der Pharao in der Schlacht bei Kadesch
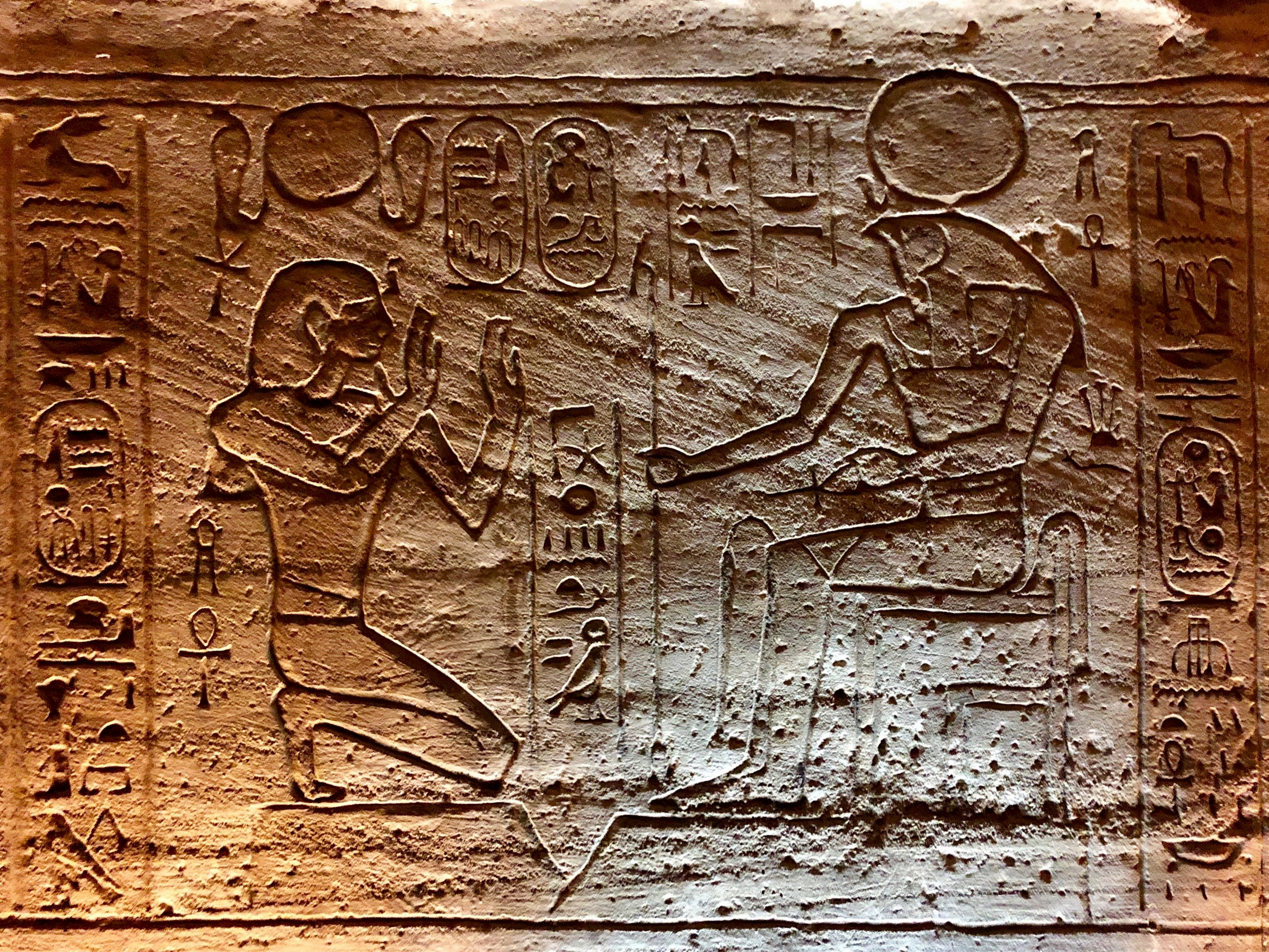
Anbetungsszene des Re-Harachte
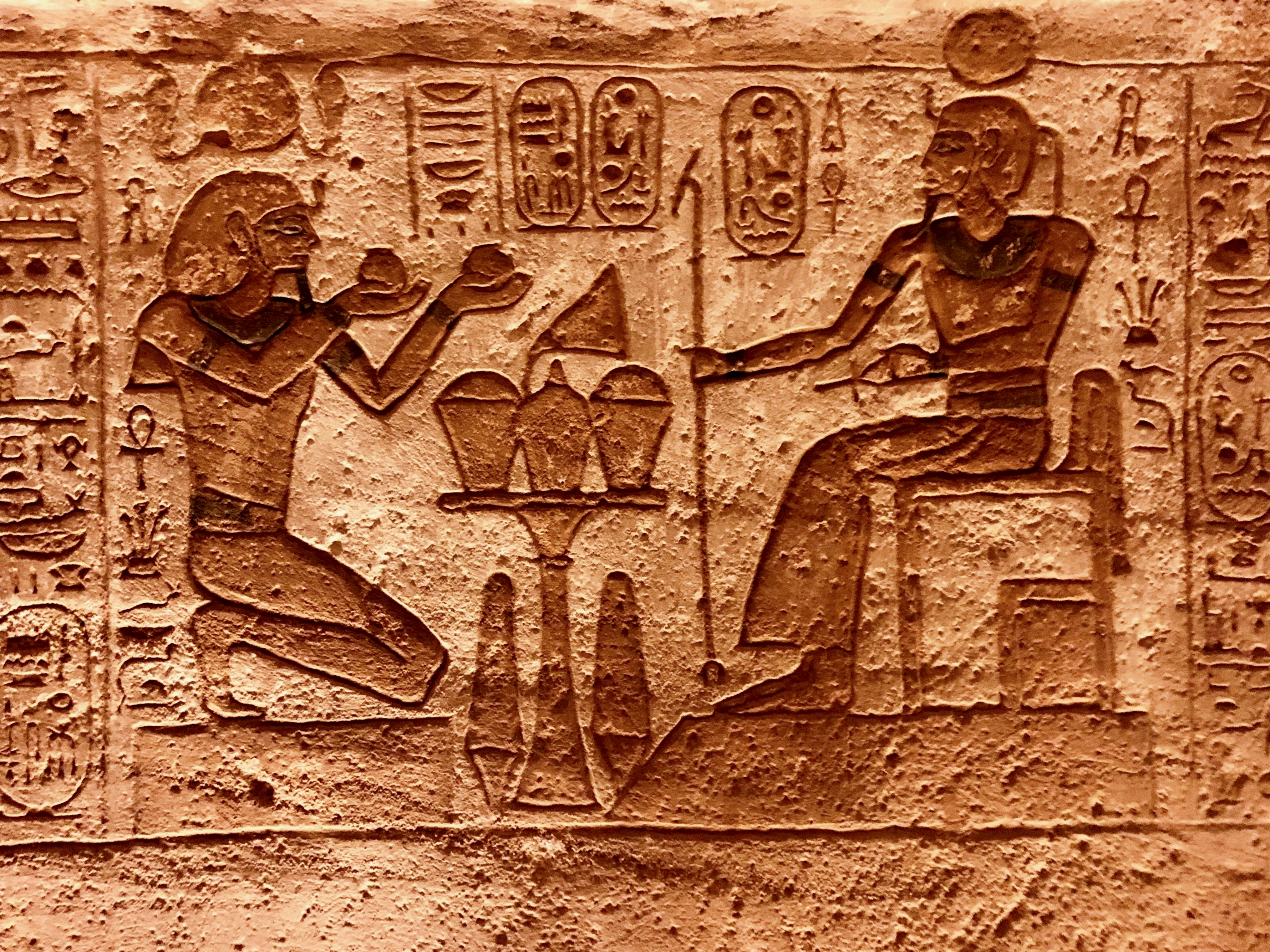
Opferdarbringung für Amun-Re

#### Das Sonnenwunder im Allerheiligsten

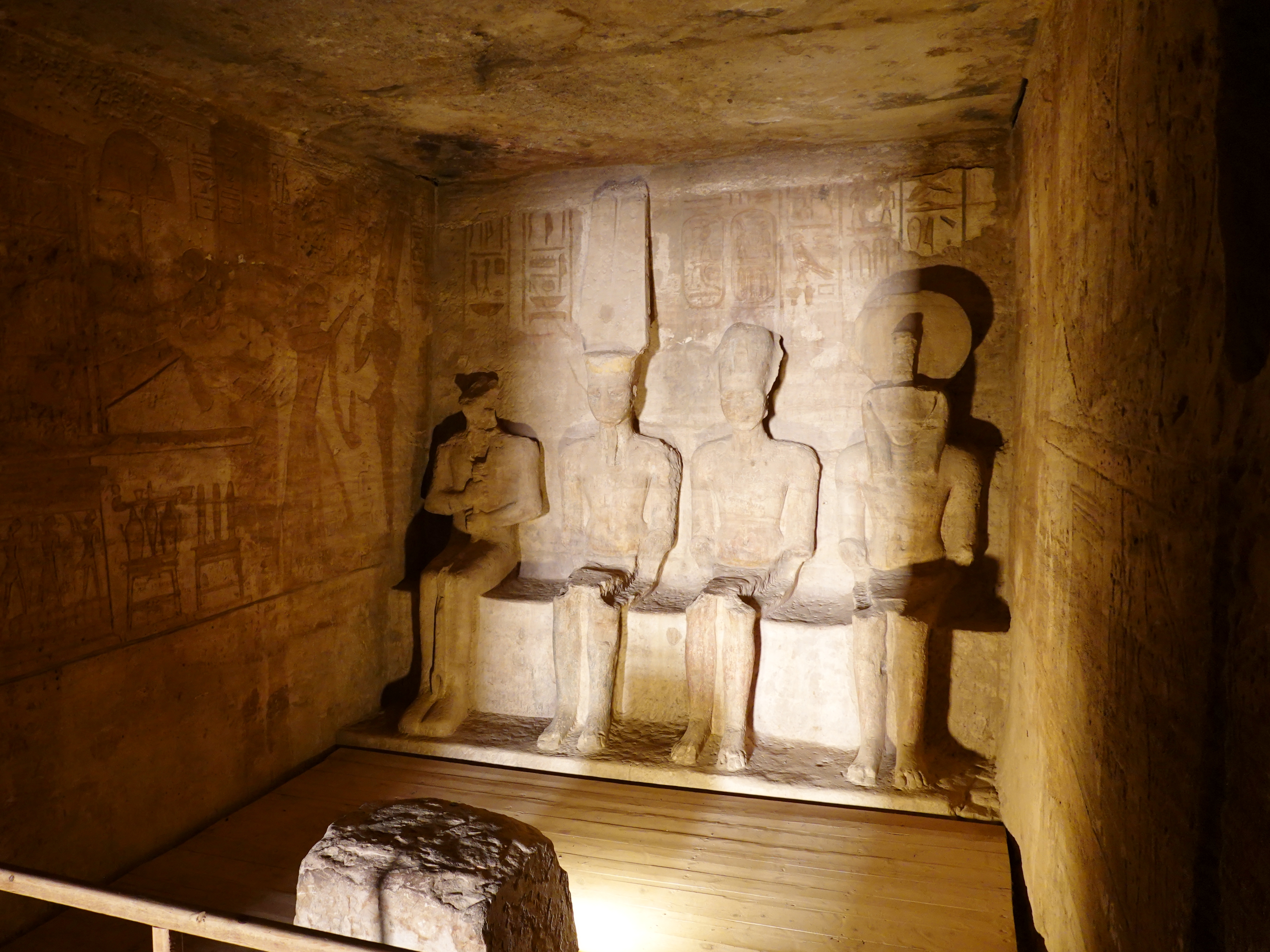
Das Allerheiligste des Tempels: Ptah, Amun-Re, Ramses II. und Re-Harachte (von links)

Als „Sonnenwunder“ von Abu Simbel bezeichnet man ein Ereignis, das zweimal im Jahr stattfindet. Hierbei beleuchten in einem bestimmten Zeitraum die durch den Tempeleingang eindringenden Sonnenstrahlen für etwa 20 Minuten drei der vier in sitzender Haltung dargestellten Götterstatuen des tief im Tempel liegenden Heiligtums: des Amun-Re von Theben, des vergöttlichten Ramses und des Re-Harachte von Heliopolis. Die Statue des ganz links sitzenden Ptah von Memphis, eines Erdgottes, der mit dem Reich der Toten verbunden war, bleibt mit Ausnahme seiner linken Schulter außerhalb des Sonnenlichts.
Nach Fertigstellung der Tempelanlagen geschah dies während der Regierungszeit von Ramses II. immer im vierten Monat der Jahreszeiten Peret (21. Februar) und Achet (21. Oktober). Die abweichende Länge eines mittleren Sonnenjahres gegenüber dem Kalenderjahr ist dafür verantwortlich, dass sich der Azimut des Sonnenstands jedes Jahr verschiebt. Zusätzlich nimmt der alle vier Jahre eingelegte Schalttag Einfluss auf das Datum des „Sonnenwunders“. Es ergibt sich dadurch eine Schwankungsbreite von einem Tag in beide Richtungen. Aus diesem Grund sind in der Literatur und in Publikationen teilweise unterschiedliche Angaben zum Tag des Sonnenwunders veröffentlicht. Vermutungen, dass die Tempelverlegung für den Umstand der wechselnden Tage ursächlich sei, können aus astronomischer Sicht ausgeschlossen werden.
Da sich das Sonnenwunder immer um die Tage des 21. Oktober und 21. Februar ereignet, sind auch die oft gemachten Angaben, es finde an den Tagundnachtgleichen im März und September statt, nicht korrekt. Die Äquinoktien zwischen dem 19. und 21. März und am 22. oder 23. September markieren den astronomischen Frühlings- bzw. Herbstbeginn. Sie sind überall auf der Erde gleich und verschieben sich ebenso wenig wie die kalendarischen Tagundnachtgleichen, sodass das Sonnenwunder in keinem Zusammenhang damit steht.

### Kleiner Tempel

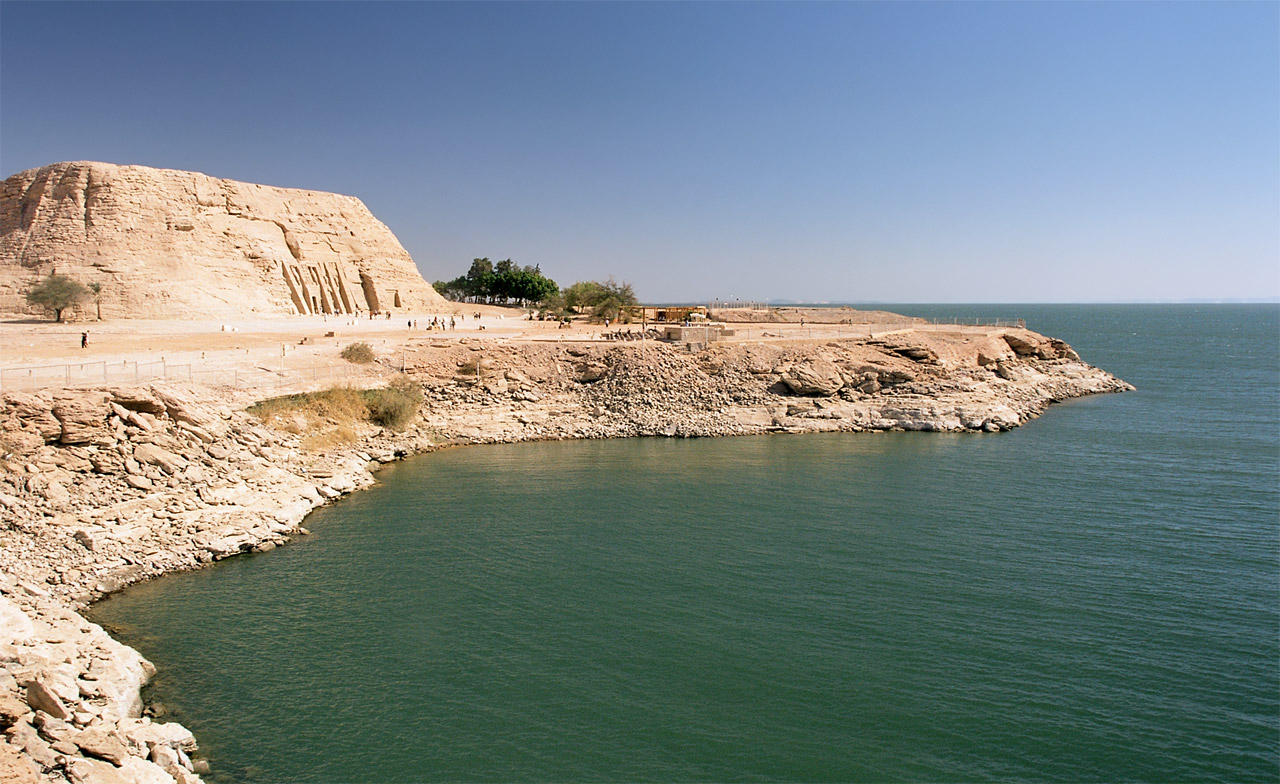
Hathor-Tempel am Nassersee

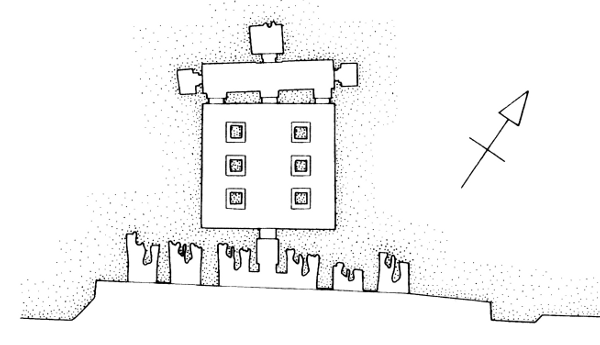
Plan des kleinen Tempels

Etwa 150 Meter nordöstlich des Großen Tempels von Abu Simbel steht der so genannte kleine Tempel; er ist der Göttin Hathor von Ibschek und Nefertari geweiht und trug den Namen „Nefertari, um derentwillen Re erstrahlt“. Hathor war in der ägyptischen Mythologie die Gattin des Horus und Hauptgöttin des altägyptischen Ortes Ibschek in der Nähe der Tempelanlagen. Die Erscheinungsform von Ramses II. bezüglich seines Königsamtes entsprach im großen Tempel dem falkenköpfigen Horus. In ähnlich theologischer Ausrichtung ließ er den kleineren Tempel für seine große königliche Gemahlin Nefertari errichten, die hier als Königsgemahlin die Göttin Hathor repräsentiert. Eine Säuleninschrift im Inneren des Tempels lautet: „Ramses, stark in der Wahrheit, Liebling des Amun, schuf diesen himmlischen Wohnsitz für seine geliebte königliche Gemahlin Nefertari.“
Auch die Fassade des kleinen Tempels ist in den Fels eingetieft. Die aus der Felswand geschlagenen aufrecht und ebenerdig stehenden Figuren, das jeweils linke Bein leicht nach vorn gesetzt, zeigen Ramses II. und seine Gattin Nefertari als Hathor. Die sechs Statuen sind durch Pfeiler mit tief eingehauenen Hieroglyphen voneinander getrennt und mit über zehn Metern Höhe alle gleich groß. Dies stellte eine besondere Auszeichnung für Nefertari dar, da die Ehefrauen der Könige meist kleiner als diese dargestellt wurden, wie auch bei dem großen Tempel von Abu Simbel. Hier stehen die Kinder des Königspaars in reduzierter Größe neben den Statuen der Eltern, die Prinzen Amunherchepeschef, Paraherwenemef, Merire und Meriatum sowie die Prinzessinnen Meritamun und Henuttaui.
Im heutigen Sudan, etwa 20 Kilometer südwestlich von Abu Simbel und etwas nördlich des zweiten Nilkataraktes, befand sich im Neuen Reich der Ort Ibschek mit einem Tempel der Hathor von Ibschek, die auch im Kleinen Tempel von Abu Simbel verehrt war. Dieser Bereich ist heute vom Nubia-See überflutet.

Die Statuen vor dem Hathor-Tempel der Nefertari
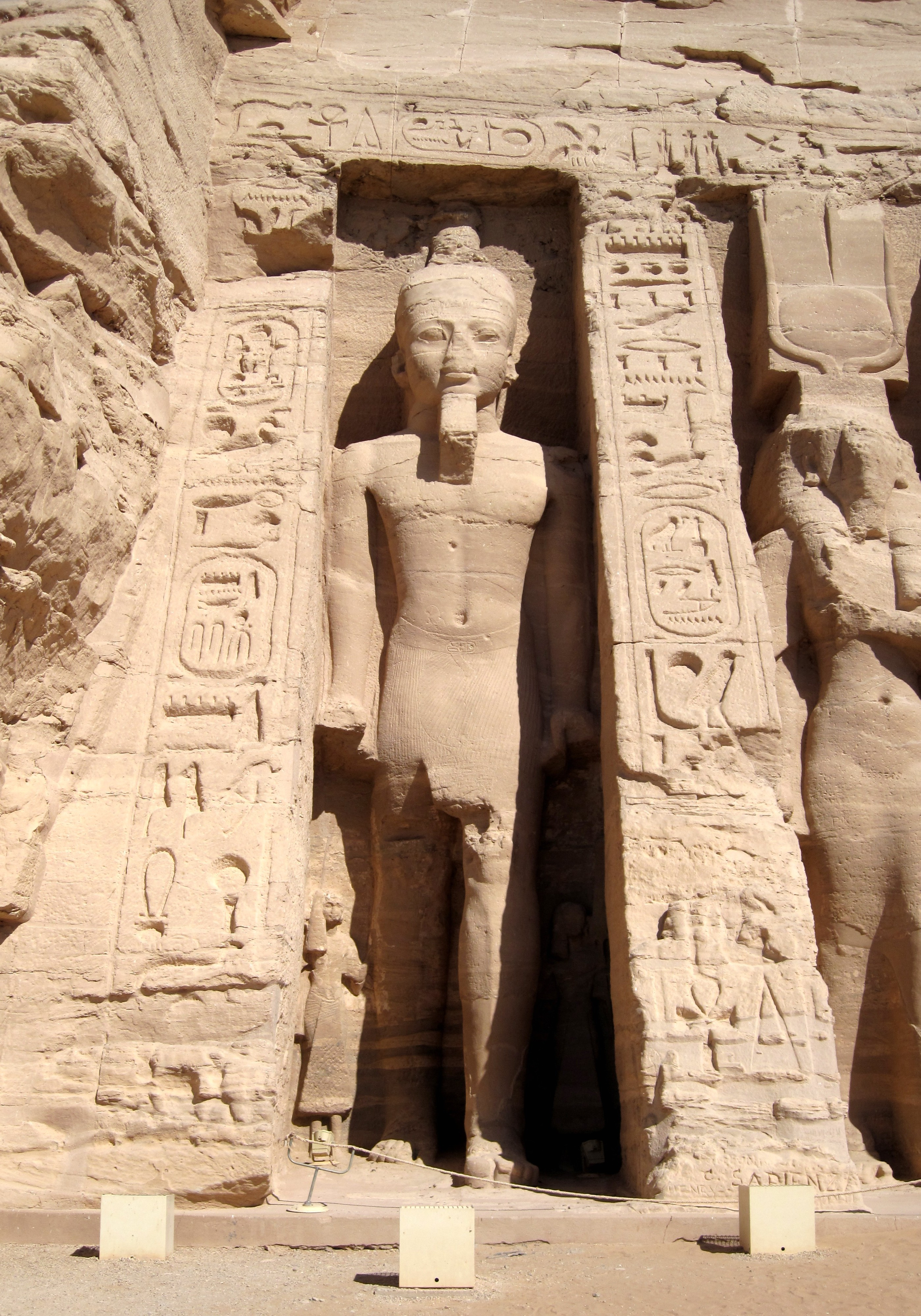
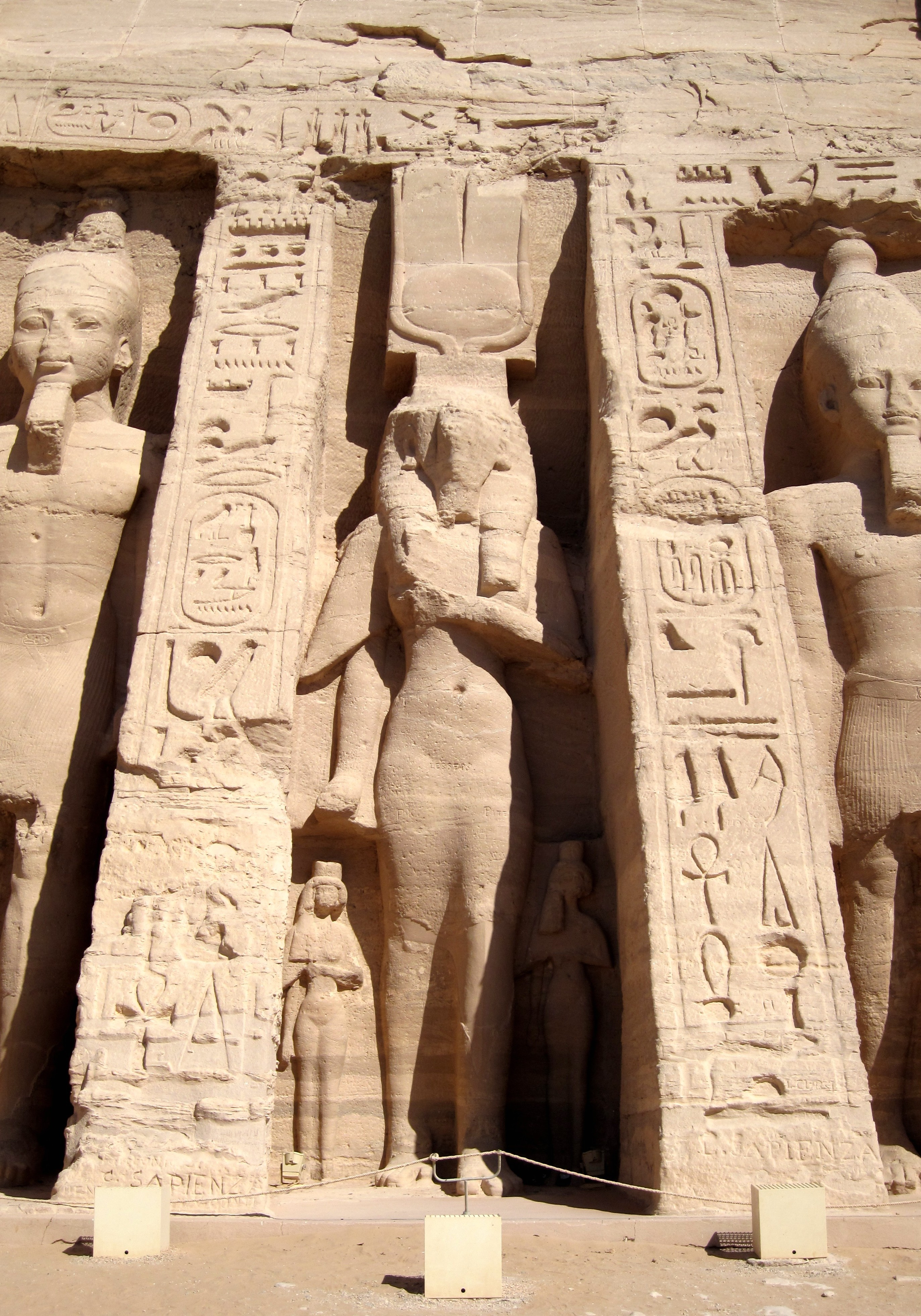
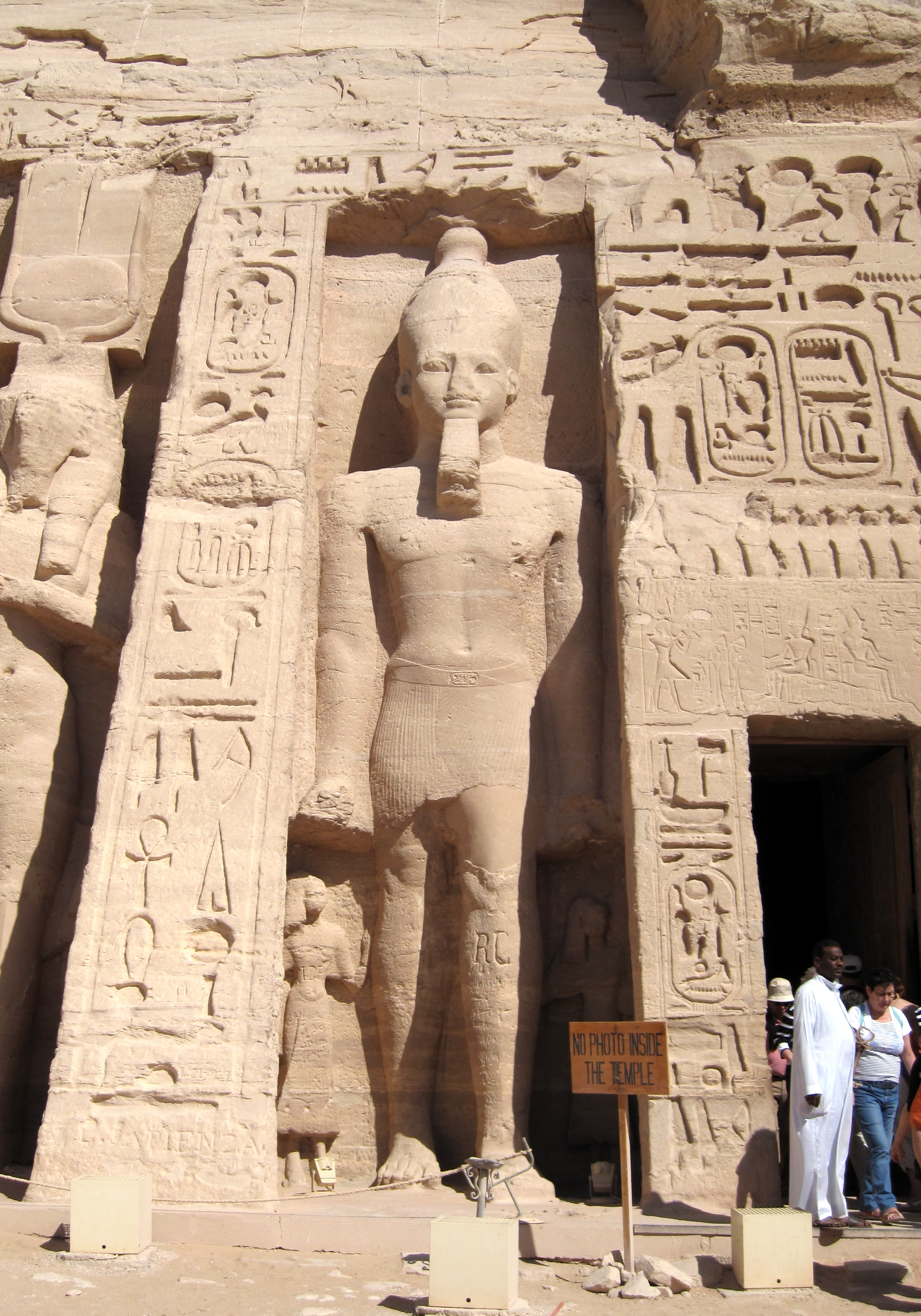
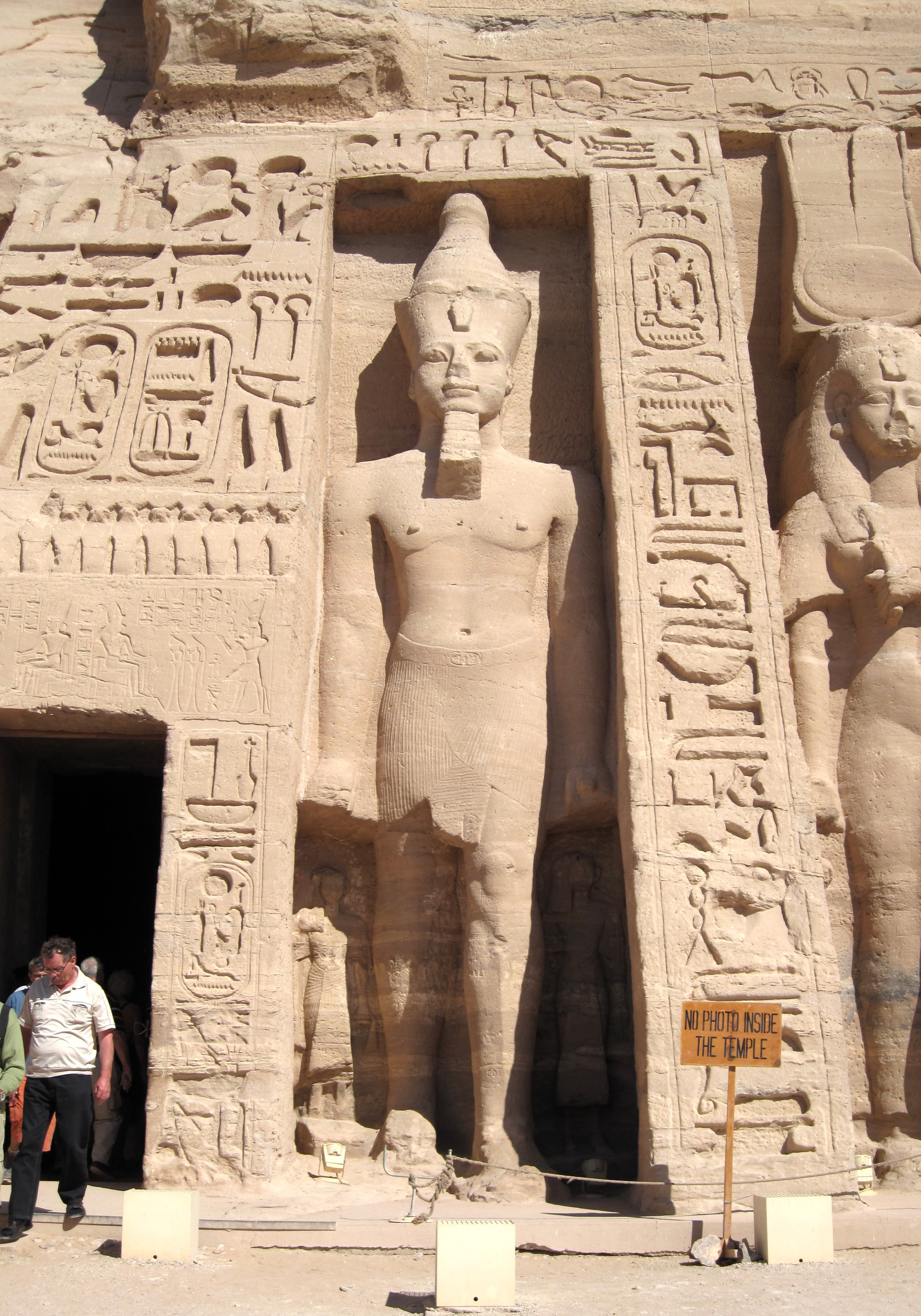
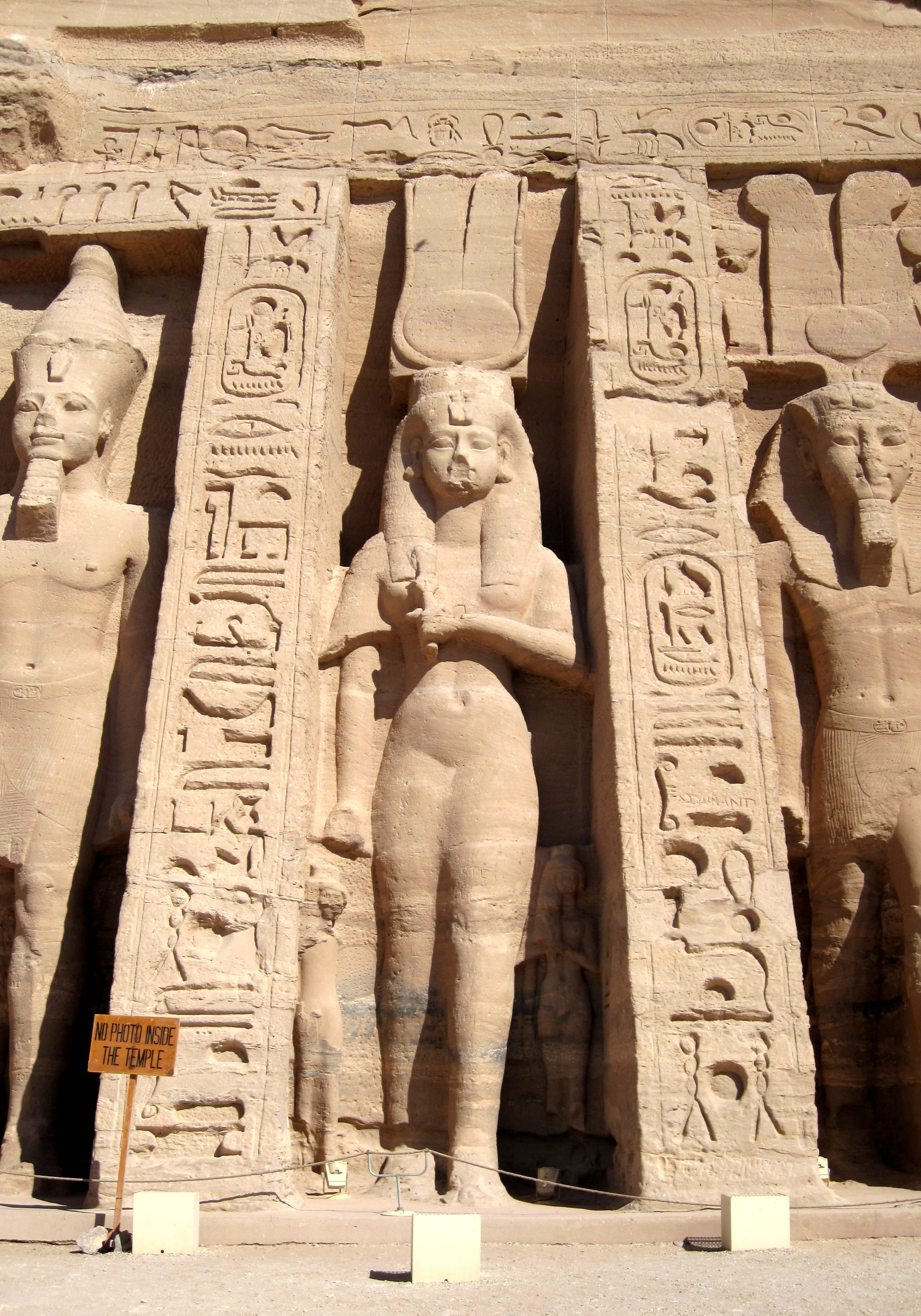
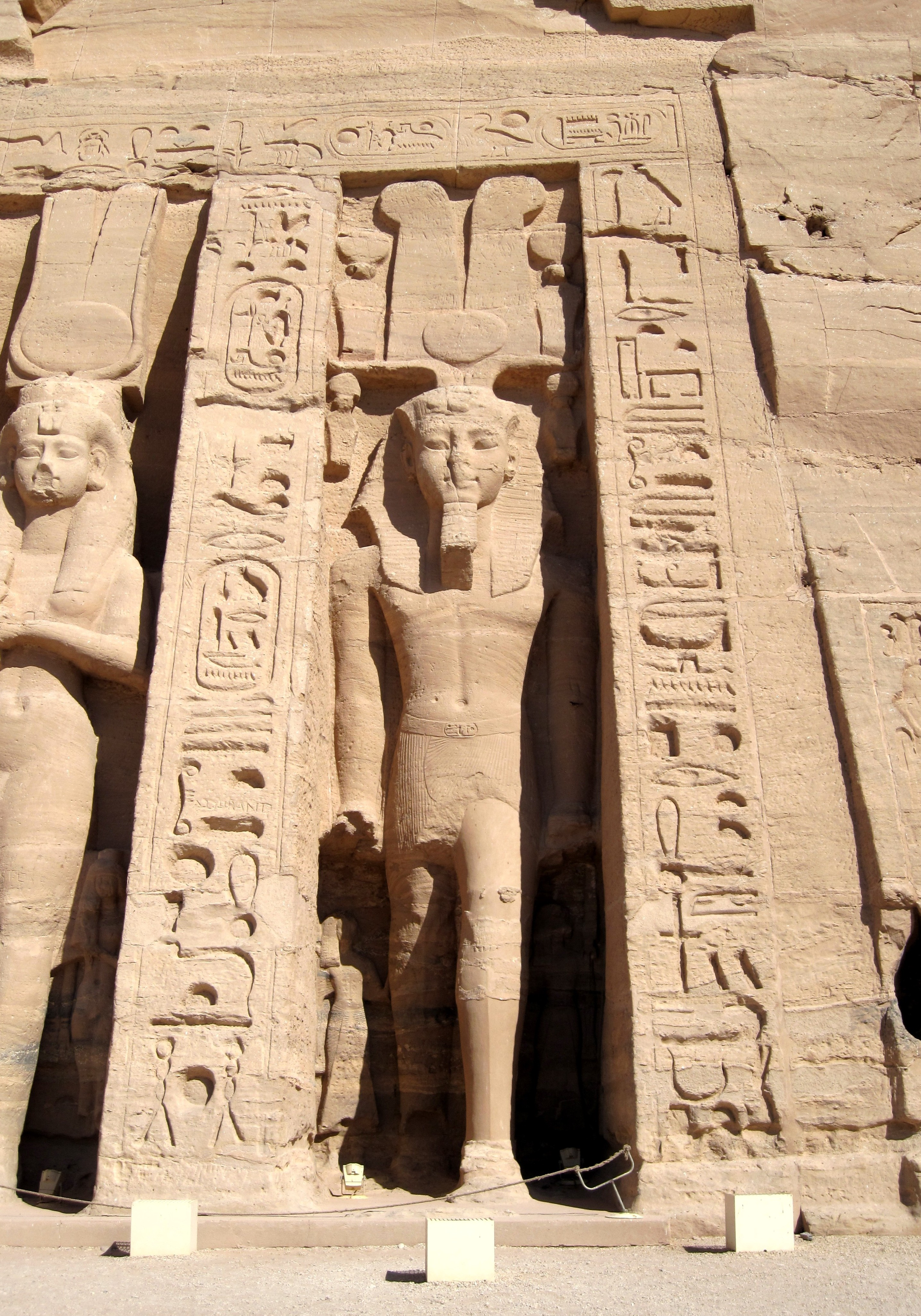

Die zwei Figuren der Königin tragen auf ihrem Haupt die Sonnenscheibe mit zwei großen Federn zwischen den Hörnern der „Kuhgöttin“ Hathor, in ihrer jeweils linken Hand ein Sistrum, ein der Hathor geweihtes Instrument haltend. Jeweils flankiert werden sie von den vier unterschiedlich dargestellten Königsstatuen. Auf der linken Fassadenseite tragen die zwei Statuen des Königs die Krone Oberägyptens, die Statue rechts des Eingangs ist mit der Doppelkrone Ober- und Unterägyptens verziert und der Kopf der Ramsesstatue an der rechten Fassadenseite ist mit einem Kopfschmuck mit Widderhörnern bedeckt, die von einer Sonnenscheibe mit zwei großen Straußenfedern überragt werden. Dabei handelt es sich um die Henu-Krone, auch „Straußenfederkrone“ oder „Henu-Krone des Morgenhauses“ (ägyptisch: henu en per-duat aa cheperu) genannt. Sie war unter anderem eine bei Krönungen getragene Insigne und möglicherweise ein Zeichen für die königliche Wiedergeburt. Die Abbilder des Königs sind mit dem typischen ägyptischen Schurz und dem Zeremonialbart dargestellt.

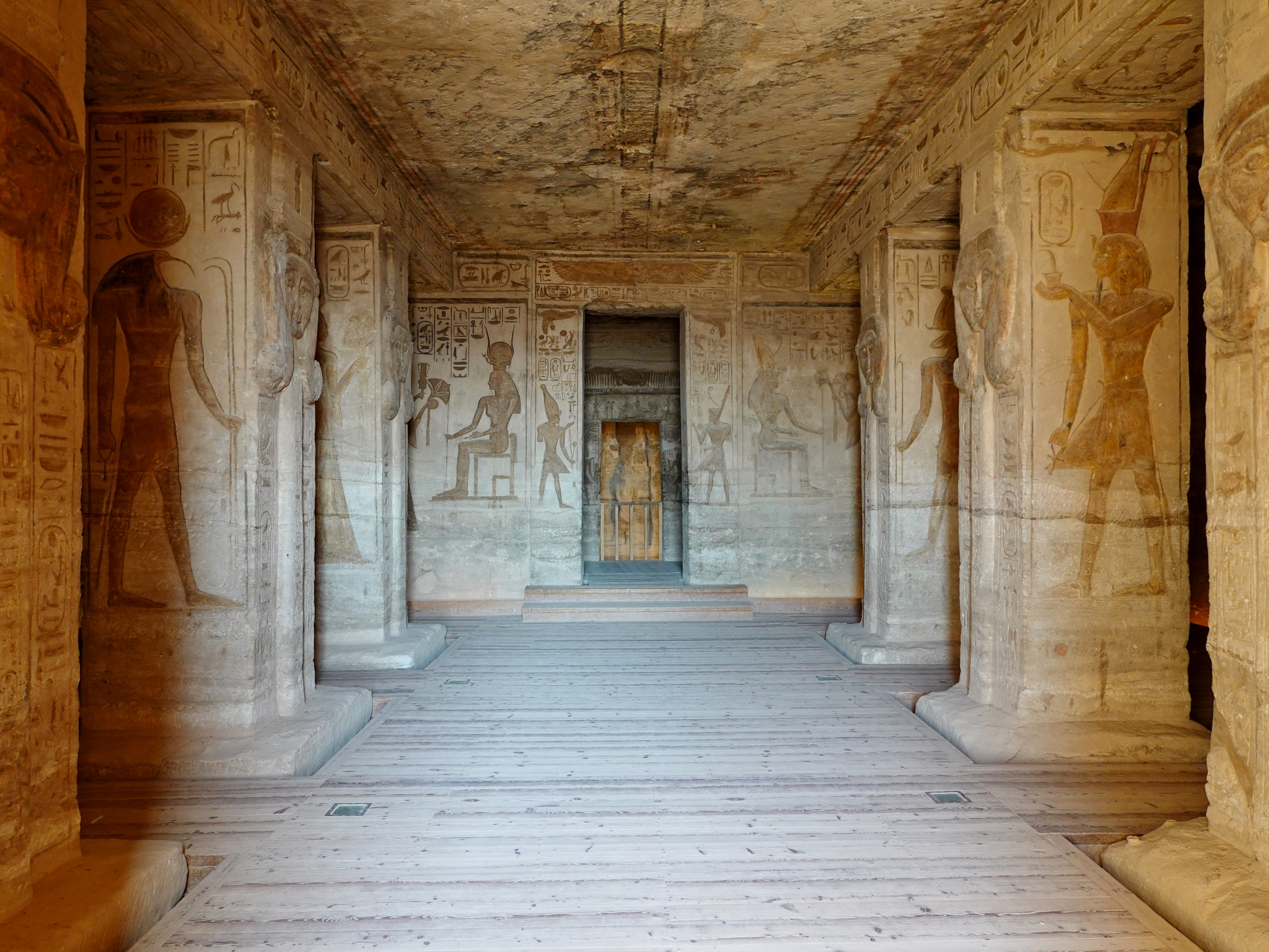
Innenraum des kleinen Tempels

Der kleine Tempel führt 21 Meter in die Felsformation, aufgebaut wie der große Tempel mit dem Heiligtum am Ende, jedoch einfacher vom Grundriss. Das Tor zum Tempel wird durch ein Flachrelief unter einem Uräusschlangenfries gekrönt. Über dem Schlangenfries befinden sich die Kartuschen mit dem Namen Ramses’ II. Im Eingangsbereich sind beidseitig Reliefdarstellungen angebracht, linker Hand mit einer Huldigung des Königs an die Göttin Hathor durch Reichung einer Gabe, rechts mit einer Anbetungsszene der Isis durch Nefertari. Anschließend betritt man eine dreischiffige Halle, deren drei Bereiche durch je drei mit Architraven längs des Mittelgangs verbundene Pfeiler abgeteilt sind. Zum Mittelschiff hin sind die Pfeiler mit stilisierten Köpfen des Antlitzes der Göttin Hathor versehen. Unter ihnen sind in Hieroglyphen Begebenheiten aus dem Leben von Nefertari und Ramses beschrieben.

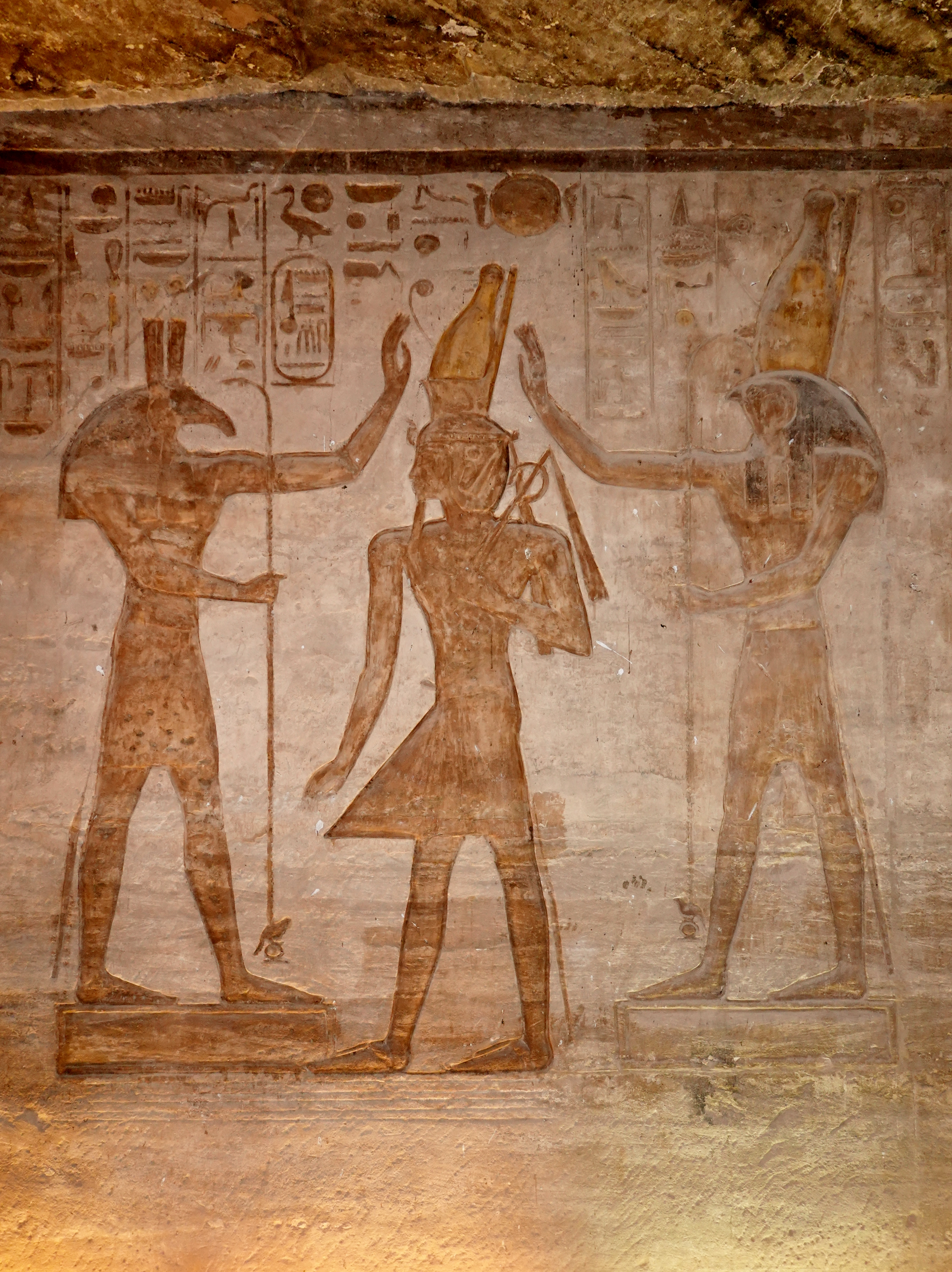
Ramses II. zwischen den Göttern Seth und Horus
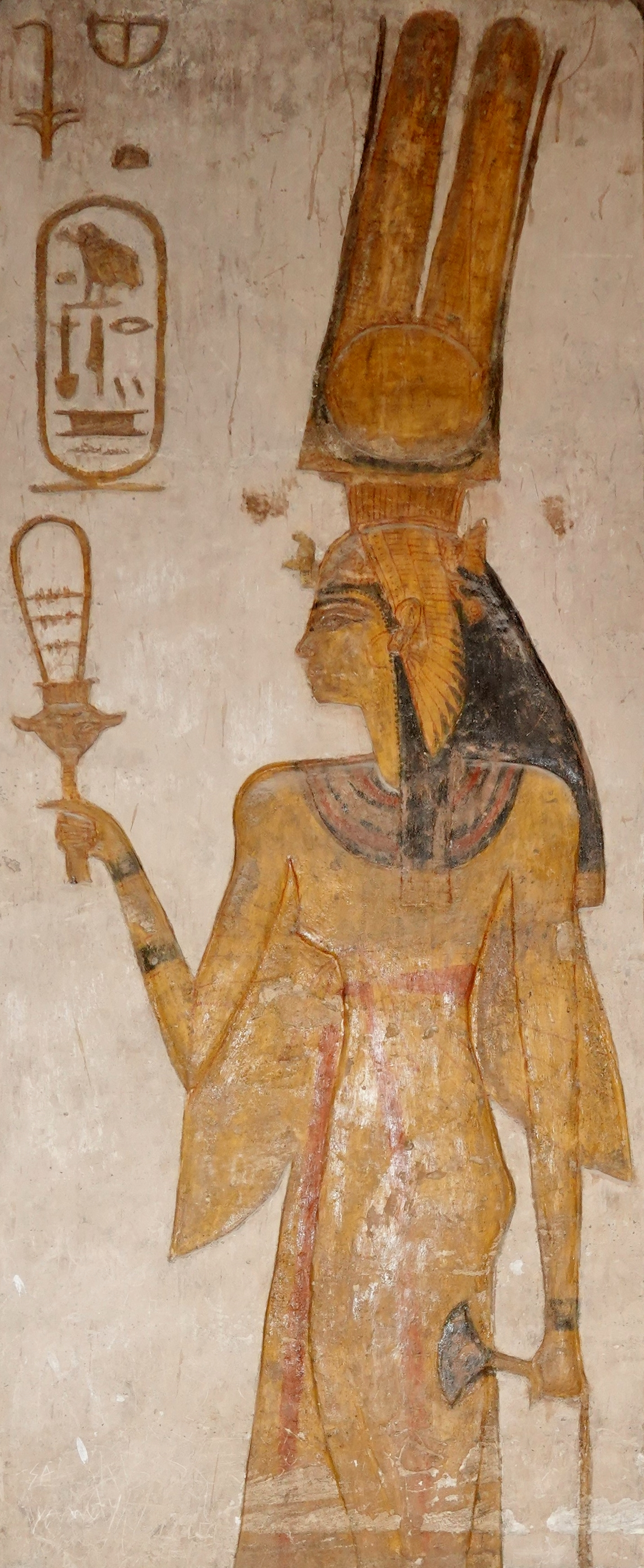
Nefertari mit Sistrum

Die Sechs-Pfeiler-Halle des kleinen Tempels, als erster Raum des Tempels auch hier Pronaos genannt, ist überwiegend mit Szenen religiöser Natur ausgeschmückt. An den Seiten der Hathor-Pfeiler sind verschiedene Gottheiten der ägyptischen Mythologie abgebildet. Die Wände der Halle zeigen rituelle Tötungen libyscher und nubischer Feinde durch Ramses II. im Angesicht der Götter Re und Amun, begleitet von der hinter ihm stehenden Nefertari mit Hathor-Kopfschmuck. In anderen Szenen reicht der König unterschiedlichen Gottheiten Gaben dar.
Von der Sechs-Pfeiler-Halle erreicht man durch drei Türöffnungen, entsprechend der Aufteilung der Halle mit den Hathor-Pfeilern in drei Bereiche, den quer angelegten Vorraum des Heiligtums. An seiner Nord- und der Südseite befindet sich je ein schmuckloser Raum. In der Mitte des Raumes, auf der Hauptachse des Tempels, gibt eine weitere Türöffnung den Weg ins Allerheiligste des kleinen Tempels von Abu Simbel frei. In einer Nische leicht rechts an der hinteren Wand ist die Göttin Hathor in Gestalt einer heiligen Kuh zwischen zwei Pfeilern dargestellt. Nefertari wird hier als Erscheinungsform der Göttin Hathor angesprochen, was mit den Darstellungen der Hatschepsut in ihrem Tempel in Deir el-Bahari vergleichbar ist. Die Reliefs zeigen Krönungsszenen und den Schutz der Königin durch Göttinnen der Liebe und der Fruchtbarkeit.